# 1902
| [ Edytuj tabelę ]              | |
| Król Polski (tytularny)        | - 1894 Mikołaj II Romanow 1917 |
| Król Afganistanu               | - 1901 Habibullah Chan 1919 |
| Współksiążęta Andory           | - 1902 Toribio Martín (p.o.) 1902 - 1902 Joan Josep Laguarda i Fenollera 1906 - 1899 Émile François Loubet 1906                     |
| Prezydent Argentyny            | - 1898 gen. Julio Argentino Roca 1904                                                                                               |
| Premier Australii              | - 1901 Edmund Barton 1903 |
| Cesarz Austrii                 | - 1848 Franciszek Józef I 1916 |
| Król Bawarii                   | - 1886 Otto 1913 |
| Król Belgów                    | - 1865 Leopold II 1909 |
| Premier Belgii                 | - 1899 Paul de Smet de Naeyer 1907                                                                                                  |
| Prezydent Boliwii              | - 1899 Manuel Pando 1904 |
| Prezydent Brazylii             | - 1898 Manuel Ferraz de Campos Sales 1902 - 1902 Francisco de Paula Rodrigues Alves 1906                                            |
| Sułtan Brunei                  | - 1885 Hashim Jalilul Alam Aqamaddin 1906                                                                                           |
| Car Bułgarii                   | - 1887 Ferdynand I Koburg 1918 |
| Premier Bułgarii               | - 1901 Petko Karawełow 1902 - 1902 Stojan Danew 1903                                                                                |
| Prezydent Chile                | - 1901 Germán Riesco 1906 |
| Cesarz Chin                    | - 1875 Guangxu 1908 |
| Premier Czarnogóry             | - 1879 Božo Petrović-Njegoš 1905 |
| Król Czech                     | - 1848 Franciszek Józef I 1916 |
| Król Danii                     | - 1863 Chrystian IX 1906 |
| Premier Danii                  | - 1901 Johan Henrik Deuntzer 1905                                                                                                   |
| Dalajlama                      | - 1878 Thubten Gjaco 1933 |
| Prezydent Dominikany           | - 1899 Juan Isidro Jimenes Pereyra 1902 - 1902 Horacio Vásquez (tymcz.) 1903                                                        |
| Władca Egiptu                  | - 1892 Abbas II Hilmi 1914 |
| Premier Egiptu                 | - 1895 Mustafa Fahmi Pasza 1908 |
| Prezydent Ekwadoru             | - 1901 Leónidas Plaza 1905 |
| Cesarz Etiopii                 | - 1889 Menelik II 1913 |
| Prezydent Francji              | - 1899 Émile François Loubet 1906                                                                                                   |
| Premier Francji                | - 1899 Pierre-Marie-René Waldeck-Rousseau 1902 - 1902 Émile Combes 1905                                                             |
| Król Grecji                    | - 1863 Jerzy I 1913 |
| Prezydent Gwatemali            | - 1898 Manuel Estrada Cabrera 1920                                                                                                  |
| Prezydent Haiti                | - 1896 Tirésias Simon Sam 1902 - 1902 Pierre Théoma Boisrond-Canal (p.o.) 1902 - 1902 Pierre Nord Alexis 1908                       |
| Król Hiszpanii                 | - 1886 Alfons XIII 1931 |
| Premier Hiszpanii              | - 1901 Práxedes Mateo Sagasta 1902 - 1902 Francisco Silvela 1903                                                                    |
| Król Holandii                  | - 1890 Wilhelmina 1948 |
| Premier Holandii               | - 1901 Abraham Kuyper 1905 |
| Prezydent Hondurasu            | - 1899 Terencio Esteban Sierra Romero 1903                                                                                          |
| Szach Iranu                    | - 1896 Mozaffar ad-Din 1907 |
| Władca Indii                   | - 1901 Edward VII 1910 |
| Król Irlandii                  | - 1901 Edward VII 1910 |
| Cesarz Japonii                 | - 1867 Mutsuhito 1912 |
| Premier Japonii                | - 1901 Tarō Katsura 1906 |
| Kalif                          | - 1876 Abdülhamid II 1909 |
| Premier Kanady                 | - 1896 Wilfrid Laurier 1911 |
| Emir Kataru                    | - 1878 Kasim ibn Muhammad Al Sani 1913                                                                                              |
| Prezydent Kolumbii             | - 1900 José Manuel Marroquín 1904                                                                                                   |
| Patriarcha Konstantynopola     | - 1901 Joachim III 1912 |
| Władca Korei                   | - 1863 Kojong 1907 |
| Prezydent Kostaryki            | - 1894 Rafael Yglesias Castro 1902 - 1902 Ascensión Esquivel Ibarra 1906                                                            |
| Prezydent Kuby                 | - 1902 Tomás Estrada Palma 1906 |
| Prezydent Liberii              | - 1900 Garretson Gibson 1904 |
| Książę Liechtensteinu          | - 1858 Jan II Dobry 1929 |
| Wielki książę Luksemburga      | - 1890 Adolf 1905 |
| Premier Luksemburga            | - 1888 Paul Eyschen 1915 |
| Sułtan Maroka                  | - 1894 Abd al-Aziz IV 1908 |
| Prezydent Meksyku              | - 1884 Porfirio Díaz 1911 |
| Książę Monako                  | - 1889 Albert I 1922 |
| Król Nepalu                    | - 1881 Prithvi 1911 |
| Premier Nepalu                 | - 1901 Chandra Shumsher Jang Bahadur Rana 1929                                                                                      |
| Cesarz Niemiec                 | - 1888 Wilhelm II Hohenzollern 1918                                                                                                 |
| Kanclerz Niemiec               | - 1900 Bernhard von Bülow 1909 |
| Prezydent Nikaragui            | - 1893 José Santos Zelaya 1909 |
| Król Norwegii                  | - 1872 Oskar II 1905 |
| Premier Nowej Zelandii         | - 1893 Richard Seddon 1906 |
| Sułtan Omanu                   | - 1888 Fajsal ibn Turki 1913 |
| Papież                         | - 1878 Leon XIII 1903 |
| Prezydent Paragwaju            | - 1898 Emilio Aceval 1902 - 1902 Andrés Héctor Carvallo 1902 - 1902 Juan Antonio Escurra 1904                                       |
| Prezydent Peru                 | - 1899 Eduardo López de Romaña 1903                                                                                                 |
| Król Portugalii                | - 1889 Karol 1908 |
| Premier Portugalii             | - 1900 Ernesto Hintze Ribeiro 1904                                                                                                  |
| Król Prus                      | - 1888 Wilhelm II 1918 |
| Car Rosji                      | - 1894 Mikołaj II 1917 |
| Król Rumunii                   | - 1881 Karol I 1914 |
| Premier Rumunii                | - 1901 Dimitrie Sturdza 1904 |
| Król Saksonii                  | - 1873 Albert I Wettyn 1902 - 1902 Jerzy Wettyn 1904                                                                                |
| Prezydent Salwadoru            | - 1898 Tomás Regalado 1903 |
| Kapitanowie regenci San Marino | - 1901 Antonio Belluzzi Pasquale Busignani 1902 - 1902 Onofrio Fattori Egidio Ceccoli 1902 - 1902 Gemino Gozi Giacomo Marcucci 1903 |
| Król Serbii                    | - 1889 Aleksander Obrenowić 1903 |
| Prezydent Szwajcarii           | - 1902 Josef Zemp 1902 |
| Król Szwecji                   | - 1872 Oskar II 1907 |
| Premier Szwecji                | - 1900 Fredrik von Otter 1902 - 1902 Erik Gustaf Boström 1905                                                                       |
| Król Tajlandii                 | - 1868 Chulalongkorn 1910 |
| Król Tonga                     | - 1893 Jerzy Tupou II 1918 |
| Premier Tonga                  | - 1893 Siosateki Veikune 1905 |
| Sułtan Turków                  | - 1876 Abdülhamid II 1909 |
| Prezydent Urugwaju             | - 1899 Juan Lindolfo Cuestas 1903                                                                                                   |
| Prezydent USA                  | - 1901 Theodore Roosevelt 1909 |
| Prezydent Wenezueli            | - 1899 Cipriano Castro 1908 |
| Król Węgier                    | - 1848 Franciszek Józef I 1916 |
| Premier Węgier                 | - 1899 Kálmán Széll 1903 |
| Monarcha Wielkiej Brytanii     | - 1901 Edward VII 1910 |
| Premier Wielkiej Brytanii      | - 1895 Robert Gascoyne-Cecil 1902 - 1902 Arthur Balfour 1905                                                                        |
| Król Włoch                     | - 1900 Wiktor Emanuel III 1946 |

Rok 1902 / MCMII
stulecia: XIX wiek ~
XX wiek ~
XXI wiek

dziesięciolecia:
1870–1879 •
1880–1889 •
1890–1899 •
1900–1909
• 1910–1919
• 1920–1929
• 1930–1939

lata: 1892 «
1897 «
1898 «
1899 «
1900 «
1901 «
1902
» 1903
» 1904
» 1905
» 1906
» 1907
» 1912

## Wydarzenia w Polsce
- 18 stycznia – w Tygodniku Ilustrowanym ukazał się pierwszy odcinek powieści Chłopi Władysława Reymonta.
- 26 stycznia – rozpoczęło działalność Łomżyńskie Towarzystwo Wioślarskie.
- 10 czerwca – wieś Sosnowiec, licząca w tym czasie 61 tys. mieszkańców, uzyskała prawa miejskie jako pierwsza miejscowość, której nadano takie prawa w Królestwie Polskim za rządów caratu po powstaniu styczniowym.
- 22 czerwca – w Warszawie oficjalnie otwarto Szpital Starozakonnych.
- 13 września – międzynarodowy sąd rozjemczy rozstrzygnął na rzecz Austrii sięgający XVI wieku spór terytorialny z Węgrami o Morskie Oko; wytyczona wtedy granica biegnąca z Rysów Granią Żabiego do Rybiego Potoku i nim do połączenia z Białą Wodą stała się po upadku Austro-Węgier podstawą do wytyczenia granicy polsko-czechosłowackiej.
- 16 września – ze Szwajcarii do Polski przybyli pierwsi saletyni.
- 4 października – w Toruniu powstała Spółdzielnia Mieszkaniowa „Kopernik”.
- 15 listopada – uruchomiono szerokotorową (1524 mm) Kolej Warszawsko-Kaliską. Z tej okazji otwarte również zostały dworce m.in. nieistniejący obecnie Warszawa Kaliska, oraz Łódź Kaliska.
- 14 grudnia – Warszawa: inauguracja zajęć w nowym gmachu Instytutu Politechnicznego im. Mikołaja II.
- Strajk szkolny w Królestwie Polskim.
- Zbudowano drogi bite Steknica–Sarbsk oraz Łeba–Nowęcin.

## Wydarzenia na świecie
- 1 stycznia – rozpoczął się pierwszy sezon rozgrywek futbolu amerykańskiego, rozgrywanego przez drużyny amerykańskich uniwersytetów, college’ów.
- 7 stycznia – po zdławieniu powstania bokserów cesarzowa Cixi powróciła do Pekinu.
- 18 stycznia:
  - rozpoczęła się budowa szpitala św. Pawła w Barcelonie.
  - komisja ds. Kanału w Przesmyku zarekomendowała Panamę jako najlepsze miejsce do budowy kanału łączącego Atlantyk z Pacyfikiem.
- 25 stycznia – w Asahikawie na wyspie Hokkaido zanotowano rekordowo niską temperaturę w historii pomiarów w Japonii (–41 °C).
- 28 stycznia – powstała instytucja wspomagająca badania naukowe w Waszyngtonie (Carnegie Institution of Washington), dzięki Andrew Carnegie, który podarował 10 mln dolarów na ten cel.
- 30 stycznia – w Londynie zawarto porozumienie brytyjsko-japońskie o podziale stref wpływów we wschodniej Azji, szczególnie dotyczący wpływów w Chinach i Korei.
- 9 lutego – w wyniku zamachu stanu obalony został prezydent Paragwaju Emilio Aceval. Jego miejsce zajął przeciwnik polityczny Héctor Carvallo.
- 11 lutego – w Brukseli policja pobiła uczestników demonstracji domagających się prawa do głosowania dla wszystkich dorosłych obywateli.
- 15 lutego – zostało otwarte berlińskie metro (U-Bahn).
- 17 lutego – w Nowym Jorku założono stowarzyszenie fotografów piktorialistów Foto-Secesja.
- 18 lutego – w USA prezydent Roosevelt oskarżył kompanię kolejową (Northern Securities Company) o pogwałcenia prawa antymonopolowego (Sherman Act).
- 4 marca:
  - powstało Amerykańskie Stowarzyszenie Automobilistów (American Automobile Association – AAA), niedochodowa grupa nacisku i pomocy drogowej, związana z przemysłem samochodowym.
  - Max Wolf odkrył planetoidę (483) Seppina.
- 6 marca – założono klub piłkarski Real Madryt.
- 7 marca – w drugiej wojnie burskiej, południowo afrykańscy Burowie zwyciężyli w ostatniej bitwie Brytyjczyków, wzięli do niewoli generała i 200 jego żołnierzy.
- 9 marca – założono włoski klub piłkarski Vicenza Calcio.
- 10 marca – decyzja sądowa uniemożliwiła Thomasowi Edisonowi stworzenie monopolu na technologię produkcji filmów.
- 12 marca – założono węgierski klub piłkarski Debreczyn VSC.
- 19 marca – przyjęto konwencję paryską o ochronie ptaków pożytecznych dla rolnictwa.
- 24 marca – przyjęto flagę Nowej Zelandii.
- 27 marca – w indyjskiej Kalkucie uruchomiono pierwszą linię tramwaju elektrycznego.
- 31 marca – sporny, lecz prawdopodobny pierwszy lot samolotu konstrukcji Nowozelandczyka Richarda Pearse’a (większość datuje to wydarzenie na 1903 r.).
- 2 kwietnia:
  - w Los Angeles otwarto pierwsze kino w Stanach Zjednoczonych.
  - założono holenderski klub piłkarski MVV Maastricht.
- 5 kwietnia – 25 osób zginęło w wyniku zawalenia trybuny podczas meczu piłkarskiego Szkocja – Anglia na stadionie Ibrox Park w Glasgow.
- 9 kwietnia – założono klub tenisowy (obecnie piłkarski) Tennis Borussia Berlin.
- 19 kwietnia – trzęsienie ziemi w Gwatemali (7,5 w skali Richtera) zniszczyło miasta Quetzaltenango i Sololá w Gwatemali, zabijając około 2000 osób.
- 21 kwietnia – Otto Blehr został premierem Norwegii.
- 23 kwietnia – rozpoczęła się przedostatnia do dziś faza aktywności wulkanu Montagne Pelée na karaibskiej wyspie Martynika. W czasie jej trwania, 8 maja 1902 roku doszło do najtragiczniejszego w skutkach wybuchu wulkanu w XX wieku (28–40 tys. ofiar śmiertelnych).
- 28 kwietnia – klub piłkarski Newton Heath został przemianowany na Manchester United.
- 30 kwietnia – założono Norges Fotballforbund.
- Kwiecień – William Butler Yeats, Isabella Augusta Gregory, John Millington Synge i George William Russell założyli Abbey Theatre (Irish National Theatre Society).
- 6 maja – w czasie cyklonu zatonął w delcie rzeki Irawadi w Birmie brytyjski statek pasażerski SS „Camorta”; zginęło 739 osób.
- 7 maja:
  - wybuch wulkanu Soufrière na Saint Vincent, zginęło 1680 osób.
  - włoski astronom Luigi Carnera odkrył planetoidę (485) Genua.
- 8 maja – wybuch wulkanu Pelée zniszczył miasto Saint-Pierre na Martynice, zginęło wówczas ok. 28 tys. mieszkańców miasta, a ocalały tylko 2 osoby.
- 12 maja – uruchomiono komunikację tramwajową w czeskich Mariańskich Łaźniach.
- 13 maja:
  - Alfons XIII Burbon formalnie rozpoczął panowanie.
  - w Madrycie rozegrano pierwszy w historii mecz Real Madryt–FC Barcelona (1:3).
- 15 maja – nieudokumentowany lot samolotem napędzanym silnikiem parowym Lymana Gilmore’a(inne języki) w Kalifornii w USA.
- 17 maja:
  - Valerios Stais, grecki archeolog odnalazł mechanizm z Antykithiry.
  - Alfons XIII został koronowany na króla Hiszpanii.
- 20 maja – Kuba uzyskała niepodległość (od USA).
- 22 maja – w amerykańskim stanie Oregon utworzono Park Narodowy Jeziora Kraterowego.
- 29 maja – Lord Rosebery otworzył London School of Economics, jedną z najważniejszych szkół wyższych specjalizujących się w ekonomii i naukach społecznych.
- 31 maja – w Vereeniging podpisano traktat pokojowy kończący II wojnę burską, pomiędzy Wielką Brytanią a Transwalem i Wolnym Państwem Oranje.
- 2 czerwca – rozpoczął się strajk robotników stowarzyszonych w związkach zawodowych w kopalniach węgla w Pensylwanii w USA.
- 3 czerwca – najszersze zanotowane w historii tornado przeszło nad środkową Francją. Trąba powietrzna miała szerokość 3 km i pozostawiła pas zniszczeń długi na 7 km; zginęła 1 osoba.
- 7 czerwca:
  - Émile Combes został premierem Francji.
  - pałac Marselisborg na Jutlandii został przekazany duńskiej rodzinie królewskiej jako dar od narodu.
- 12 czerwca – została uchwalona konwencja haska dotycząca uregulowania opieki nad małoletnimi.
- 15 czerwca – przedsiębiorstwo kolejowe New York Central rozpoczęło obsługę klientów na linii kolejowej Chicago – Nowy Jork pod nazwą „20th Century Limited” (połączenie to funkcjonowało do 1967).
- 16 czerwca – w Australii, kobiety obywatelki brytyjskie uzyskały prawo do głosowania, z wyjątkiem przedstawicielek rasy azjatyckiej, rasy czarnej i Aborygenek.
- 17 czerwca – został założony angielski klub piłkarski Norwich City F.C.
- 19 czerwca – Jerzy I Wettyn został królem Saksonii.
- 26 czerwca:
  - Edward VII ustanowił odznaczenie brytyjskie i Wspólnoty Narodów – Order of Merit.
  - Luigi Carnera i Max Wolf odkryli planetoidę (488) Kreusa.
- 28 czerwca – Kongres Stanów Zjednoczonych upoważnił rząd do nabycia francuskiej koncesji na wybudowanie Kanału Panamskiego.
- 10 lipca – eksplozja w kopalni węgla w Johnstown w Pensylwanii w USA spowodowała śmierć 112 górników.
- 11 lipca:
  - premier Wielkiej Brytanii Lord Salisbury zrezygnował ze stanowiska. Arthur Balfour został premierem Wielkiej Brytanii.
  - najwyższe cywilne i wojskowe odznaczenie Wielkiej Brytanii, Order Podwiązki, został przyznany arcyksięciu Austro-Węgier Franciszkowi Ferdynandowi Habsburgowi.
- 14 lipca – zawaliła się dzwonnica św. Marka w Wenecji.
- 22 lipca – w Kopenhadze została założona Międzynarodowa Rada Badań Morza (ICES).
- 23 lipca – został założony SBV Excelsior – holenderski klub piłkarski z siedzibą w Rotterdamie.
- 6 sierpnia – w stoczni w Newcastle upon Tyne zwodowany został statek pasażerski RMS Carpathia, znany z uratowania 703 rozbitków z Titanica.
- 9 sierpnia – odbyła się koronacja Edwarda VII na króla Zjednoczonego Królestwa Wielkiej Brytanii i Irlandii i dominiów brytyjskich.
- 15 sierpnia – Amerykanin William K. Vanderbilt ustanowił rekord świata szybkości uzyskując 122,42 km/h (samochód „Mors”, moc 60 KM)
- 22 sierpnia:
  - Theodore Roosevelt jako pierwszy prezydent USA odbył podróż samochodem.
  - powstało przedsiębiorstwo Cadillac Automobile Company.
- 1 września – w paryskiej Olimpii odbyła się premiera filmu science-fiction Georges’a Mélièsa Podróż na Księżyc.
- 21 października – w USA zakończył się pięciomiesięczny strajk górników.
- 24 października – około 5 tys. osób zginęło w erupcji wulkanu Santamaria w Gwatemali.
- Listopad–grudzień – Kryzys Wenezuelski pomiędzy USA i Niemcami.
- 15 listopada – Rodrigues Alves(inne języki) został prezydentem Brazylii.
- 20 listopada – francuski dziennikarz Géorges Lefévre wystąpił z propozycją zorganizowania wieloetapowego wyścigu kolarskiego Tour de France.
- 21 listopada – w Wiedniu odbyła się premiera operetki Wiedeńskie kobietki z muzyką Ferenca Lehára.
- 30 listopada – w USA na Dzikim Zachodzie, drugi w hierarchii gangu Butcha Cassidy’ego (Butch Cassidy’s Wild Bunch), Kid Curry Logan, został skazany na 20 lat ciężkich robót.
- Grudzień – skonstruowano pierwszy sterowiec półsztywny (dł. 56 m, obj. 2300 m³, inż. Henri Julliot i bracia Lébaudy, zakłady Astra, Francja)
- 10 grudnia:
  - w Egipcie otwarto Tamę Asuańską.
  - na Tasmanii kobiety uzyskały prawa wyborcze.
- 20 grudnia – w Wiedniu odbyła się premiera operetki Druciarz Ferenca Lehára.
- 22 grudnia – oddano do użytku pierwszy odcinek kolei wąskotorowej w Zagłębiu Ostrawsko-Karwińskim.
- 24 grudnia – niemiecki astronom Max Wolf odkrył planetoidę Venusia.
- 31 grudnia – Robert Falcon Scott i Ernest Shackleton, badacze Antarktydy, dotarli na południe dalej niż ktokolwiek inny w tym czasie (82°17′).
- Zawarto sojusz brytyjsko-japoński przeciwko Rosji.
- Wysłano pierwszy telegram drogą radiową z Europy do Ameryki.

## Urodzili się
- 1 stycznia:
  - Hans von Dohnanyi, austriacki funkcjonariusz Abwehry, działacz antynazistowski (zm. 1945)
  - Maria Teresa od Dzieciątka Jezus (Mieczysława Kowalska), polska klaryska kapucynka, męczennica, błogosławiona katolicka (zm. 1941)
- 2 stycznia:
  - Robert Beill, polski pułkownik pilot (zm. 1970)
  - Aleksiej Krutikow, radziecki polityk (zm. 1962)
- 3 stycznia:
  - Umberto Barbaro(inne języki), włoski krytyk filmowy, eseista (zm. 1959)
  - Jerzy Daniel Kędzierski, polski kapitan, architekt (zm. 1981)
  - Bohdan Korewicki, polski pisarz (zm. 1975)
- 4 stycznia:
  - Jan Dihm, polski historyk (zm. 1965)
  - John McCone, amerykański polityk, dyrektor CIA (zm. 1991)
- 5 stycznia:
  - Myrtle Cook, kanadyjska lekkoatletka, sprinterka (zm. 1985)
  - Wsiewołod Jakimiuk, polski inżynier i konstruktor lotniczy (zm. 1991)
  - Adolfo Zumelzú, argentyński piłkarz (zm. 1973)
- 6 stycznia:
  - Arje Altman, izraelski polityk (zm. 1982)
  - Margaret Woodbridge, amerykańska pływaczka (zm. 1995)
- 7 stycznia:
  - Aina Berg, szwedzka pływaczka (zm. 1992)
  - Siergiej Chudiakow, radziecki marszałek lotnictwa (zm. 1950)
- 8 stycznia:
  - Gieorgij Malenkow, radziecki działacz państwowy (zm. 1988)
  - Adam Orlik, polski nauczyciel, podporucznik rezerwy piechoty (zm. 1940)
  - Gret Palucca, niemiecka tancerka, pedagog pochodzenia żydowskiego (zm. 1993)
  - Carl Rogers, amerykański psycholog, psychoterapeuta (zm. 1987)
- 9 stycznia:
  - Josemaría Escrivá de Balaguer, hiszpański duchowny katolicki, założyciel Opus Dei (zm. 1975)
  - Józef Jachimek, polski pedagog, pisarz (zm. 1982)
- 10 stycznia:
  - Emil Jerzyk, polski polityk, poseł na Sejm PRL (zm. 1982)
  - Grigorij Lewin, radziecki pułkownik (zm. 1983)
  - Leon Rzewuski, polski hrabia, kompozytor, pianista (zm. 1964)
- 11 stycznia:
  - Konrad Bielski, polski prawnik, pisarz (zm. 1970)
  - Teodor Bolduan, kaszubski samorządowiec (zm. 1939)
  - Maurice Duruflé, francuski kompozytor, organista, pedagog (zm. 1986)
- 12 stycznia – Su’ud ibn Abd al-Aziz Al Su’ud, król Arabii Saudyjskiej (zm. 1969)
- 13 stycznia:
  - Karl Menger, austriacki matematyk (zm. 1985)
  - Maria Romero Meneses, nikaraguańska salezjanka, błogosławiona katolicka (zm. 1977)
- 14 stycznia – Walerian Zorin, radziecki dyplomata, polityk (zm. 1986)
- 15 stycznia:
  - Alina Halska, polska aktorka pochodzenia żydowskiego (zm. 1942)
  - Pawieł Łobanow, radziecki polityk (zm. 1984)
  - Roman Niewiarowicz, polski aktor, reżyser teatralny, pisarz, scenarzysta filmowy (zm. 1972)
  - Zofia Tarnowska z Ostaszewskich, polska działaczka społeczna (zm. 1982)
- 16 stycznia:
  - Róża Herman, polska szachistka pochodzenia żydowskiego (zm. 1995)
  - Eric Liddell, szkocki lekkoatleta, sprinter, rugbysta, misjonarz protestancki (zm. 1945)
- 17 stycznia:
  - Geoffrey William Lloyd, brytyjski polityk (zm. 1984)
  - Leonid Trauberg, radziecki reżyser i scenarzysta filmowy pochodzenia żydowskiego (zm. 1990)
- 18 stycznia – Stanisław Dobosz, polski nauczyciel, rzemieślnik, polityk, poseł na Sejm RP i Sejm Ustawodawczy (zm. 1969)
- 19 stycznia:
  - Ralph Hills, amerykański lekkoatleta, kulomiot, lekarz (zm. 1977)
  - David Olère, francuski malarz, plakacista pochodzenia polsko-żydowskiego (zm. 1985)
  - Georg Ostrogorski, serbski bizantynolog (zm. 1976)
- 20 stycznia:
  - Leon Ames, amerykański aktor (zm. 1993)
  - Adam Piotr Skoczylas, polski zootechnik, wykładowca akademicki (zm. 1975)
- 22 stycznia:
  - Daniel Kinsey, amerykański lekkoatleta, płotkarz (zm. 1970)
  - Iwan Kiriczenko, radziecki generał porucznik wojsk pancernych (zm. 1981)
  - Halina Korngold, polska malarka, rzeźbiarka, pisarka pochodzenia żydowskiego (zm. 1978)
- 23 stycznia – Josef Silný, czeski piłkarz (zm. 1981)
- 24 stycznia:
  - Maria Czekańska, polska geograf (zm. 1991)
  - Oskar Morgenstern, niemiecki ekonomista (zm. 1977)
- 25 stycznia – Petyr Panczewski, bułgarski i radziecki dowódca wojskowy, polityk (zm. 1982)
- 26 stycznia:
  - Menno ter Braak, holenderski pisarz, eseista, krytyk literacki, propagator sztuki filmowej (zm. 1940)
  - Roman Kuntze, polski zoolog (zm. 1944)
- 27 stycznia:
  - Eugenia Kubowska, funkcjonariusz partyjny (zm. 1959)
  - Adolf Pauk, estoński polityk komunistyczny (zm. 1941)
  - Josef Sapir, izraelski polityk (zm. 1972)
- 28 stycznia – Jan Trzeciak, polski inżynier rolnik, polityk, poseł na Sejm RP (zm. 1993)
- 29 stycznia – Stanisław Stefański, polski inżynier, rzemieślnik, polityk, poseł na Sejm PRL (zm. 1977)
- 30 stycznia:
  - Gianbattista Guidotti, włoski kierowca wyścigowy (zm. 1994)
  - Maria Manteufflowa, polska malarka (zm. 1957)
  - Nikolaus Pevsner, niemiecko-brytyjski historyk sztuki pochodzenia żydowskiego (zm. 1983)
- 31 stycznia:
  - Tallulah Bankhead, amerykańska aktorka (zm. 1968)
  - Aleksiej Gribow, rosyjski aktor (zm. 1977)
  - Alva Myrdal, szwedzka dyplomatka, socjolog, laureatka Pokojowej Nagrody Nobla (zm. 1986)
  - Willy Spühler, szwajcarski polityk, prezydent Szwajcarii (zm. 1990)
  - Julian Steward, amerykański antropolog kulturowy (zm. 1972)
- 1 lutego:
  - Heinosuke Gosho, japoński reżyser filmowy (zm. 1981)
  - Langston Hughes, amerykański poeta, prozaik, dramaturg, nowelista, felietonista (zm. 1967)
- 2 lutego:
  - Szymon Datner, polski historyk pochodzenia żydowskiego (zm. 1989)
  - Stanisłau Hrynkiewicz, białoruski lekarz, działacz niepodległościowy, pisarz polityczny (zm. 1945)
  - Jane Ising, niemiecka ekonomistka, superstulatka (zm. 2012)
  - Josep Samitier, hiszpański piłkarz, trener (zm. 1972)
  - Elijjahu Sason, izraelski polityk (zm. 1978)
- 4 lutego:
  - Manuel Álvarez Bravo, meksykański fotograf (zm. 2002)
  - Charles Lindbergh, pilot amerykański (zm. 1974)
  - Hartley Shawcross, brytyjski arystokrata, polityk (zm. 2003)
  - Isidoro Sota, meksykański piłkarz, bramkarz (zm. 1976)
- 5 lutego:
  - Claus Juell, norweski żeglarz, medalista olimpijski (zm. 1979)
  - Bronisław Kaper, polski kompozytor muzyki filmowej (zm. 1983)
  - Gordon Persons, amerykański polityk (zm. 1965)
- 6 lutego:
  - Wilhelm Braun, niemiecki major (zm. 1943)
  - Louis Nizer, amerykański prawnik, pisarz pochodzenia żydowskiego (zm. 1994)
  - William Rogers, amerykański lekarz i sportowiec, medalista olimpijski (zm. 1987)
  - Władysław Sebyła, polski podporucznik rezerwy, poeta, tłumacz, malarz (zm. 1940)
- 7 lutego – Bruno Streckenbach, niemiecki SS-Gruppenführer, zbrodniarz nazistowski (zm. 1977)
- 8 lutego:
  - Jan Elfring, holenderski piłkarz (zm. 1977)
  - Hans Nägle, niemiecki bobsleista (zm. ?)
  - Zofia Solarzowa, polska działaczka ruchu ludowego (zm. 1988)
- 9 lutego:
  - Kazimierz Lisiecki, polski pedagog (zm. 1976)
  - Léon M’ba, gaboński polityk, pierwszy prezydent Gabonu (zm. 1967)
  - Stanisław Mrozowski, polski fizyk (zm. 1999)
- 10 lutego:
  - Walter Houser Brattain, amerykański fizyk, laureat Nagrody Nobla (zm. 1987)
  - Guillermo Riveros, chilijski piłkarz (zm. 1959)
  - Marc Szeftel, amerykański historyk pochodzenia żydowskiego (zm. 1985)
- 11 lutego:
  - Arne Jacobsen, duński architekt, projektant wnętrz (zm. 1971)
  - Lubow Orłowa, radziecka aktorka, tancerka, śpiewaczka (zm. 1975)
- 12 lutego:
  - Helena Cehak-Hołubowiczowa, polska archeolog (zm. 1979)
  - William Collier, amerykański aktor (zm. 1987)
  - Swetosław Minkow, bułgarski dziennikarz, felietonista, pisarz (zm. 1966)
- 13 lutego:
  - Harold Lasswell, amerykański komunikolog, socjolog mediów (zm. 1978)
  - Stanisław Maria Saliński, polski pisarz, dziennikarz (zm. 1969)
- 14 lutego:
  - Alexander Abusch, wschodnioniemiecki dziennikarz, publicysta, krytyk literacki, polityk (zm. 1982)
  - Ruben Awanesow, rosyjski rusycysta, fonetyk, dialektolog, wykładowca akademicki (zm. 1982)
  - Ion Călugăru, rumuński prozaik, dramaturg, publicysta, tłumacz pochodzenia żydowskiego (zm. 1956)
  - Herbert Grundmann, niemiecki historyk, wykładowca akademicki (zm. 1970)
  - Gieorgij Kurdiumow, rosyjski fizyk, metaloznawca, wykładowca akademicki (zm. 1996)
  - Thelma Ritter, amerykańska aktorka (zm. 1969)
  - Zofia, księżniczka luksemburska, księżna Saksonii (zm. 1942)
- 16 lutego:
  - Nina Rydzewska, polska poetka, pisarka (zm. 1958)
  - Zhang Yuzhe, chiński astronom, wykładowca akademicki (zm. 1986)
- 17 lutego – Charles Oser, szwajcarski polityk, kanclerz federalny (zm. 1994)
- 18 lutego – Frank Vaughn, amerykański piłkarz (zm. 1959)
- 20 lutego:
  - Ansel Adams, amerykański fotograf (zm. 1984)
  - Mykoła Andrusiak, ukraiński historyk (zm. 1985)
- 21 lutego:
  - Lorna Hill, brytyjska pisarka (zm. 1991)
  - Stanisław Turski, polski rolnik, polityk, poseł na Sejm PRL (zm. 1992)
- 22 lutego – Elżbieta Jackiewiczowa, polska pisarka (zm. 1976)
- 23 lutego:
  - Otokar Keršovani, chorwacki dziennikarz, polityk (zm. 1941)
  - Harald Nielsen, duński bokser (zm. 1983)
  - Stefan Osiecki, polski taternik, alpinista, filmowiec, architekt (zm. 1977)
  - Marian Sigmund, polski architekt wnętrz, scenograf (zm. 1993)
  - André Tassin, francuski piłkarz, bramkarz (zm. 1986)
- 24 lutego:
  - Janka Hienijusz, białoruski lekarz, działacz polityczny (zm. 1979)
  - Carlos Vidal, chilijski piłkarz (zm. 1982)
- 25 lutego:
  - Oscar Cullmann, francuski teolog luterański pochodzenia niemieckiego (zm. 1999)
  - Hanns Geier, niemiecki kierowca wyścigowy (zm. 1986)
  - Virginio Rosetta, włoski piłkarz, trener (zm. 1975)
  - Kenjirō Shōda, japoński matematyk, wykładowca akademicki (zm. 1977)
- 26 lutego – Vercors, francuski pisarz, ilustrator (zm. 1991)
- 27 lutego:
  - Ethelda Bleibtrey, amerykańska pływaczka (zm. 1978)
  - Lucio Costa, brazylijski architekt, urbanista (zm. 1998)
  - Marie Eline, amerykańska aktorka (zm. 1981)
  - John Steinbeck, amerykański pisarz, dziennikarz, laureat Nagrody Nobla (zm. 1968)
  - Maria Wiercińska, polska aktorka, reżyserka teatralna, telewizyjna i radiowa (zm. 1976)
  - Michał Wiłkomirski, polski skrzypek (zm. 1988)
- 28 lutego:
  - Michaił Dienisow, radziecki polityk (zm. 1973)
  - Joanna Poraska, polska aktorka (zm. 1985)
  - Wasilij Wachruszew, radziecki polityk (zm. 1947)
- 1 marca:
  - Kazimiera Jeżewska, polska poetka, tłumaczka (zm. 1979)
  - Antoni Szacki, polski żołnierz ruchu oporu (zm. 1992)
  - Jan Wyka, polski poeta, prozaik, działacz komunistyczny (zm. 1992)
- 2 marca:
  - Jerzy Jędrzejewicz, polski pisarz, tłumacz (zm. 1975)
  - Georg Johnsson, szwedzki kolarz szosowy (zm. 1960)
  - Otakar Německý, czechosłowacki biegacz narciarski, kombinator norweski (zm. 1967)
  - Josef Plojhar, czechosłowacki duchowny katolicki, polityk (zm. 1981)
  - Iwo Wesby, amerykański kompozytor, dyrygent pochodzenia polsko-żydowskiego (zm. 1961)
- 3 marca:
  - Isabel Bishop, amerykańska malarka i graficzka (zm. 1988)
  - Władysław Daszewski, polski scenograf, grafik, malarz (zm. 1971)
  - Ryszard Kierczyński, polski aktor (zm. 1971)
  - Józef Kondrat, polski aktor (zm. 1974)
- 4 marca – Jerzy Wolff, polski duchowny katolicki, malarz, grafik, krytyk sztuki (zm. 1985)
- 5 marca:
  - Ludwik Christians, polski adwokat, polityk, poseł na Sejm RP, prezes PCK (zm. 1956)
  - Tadeusz Manteuffel, polski historyk, mediewista, żołnierz AK (zm. 1970)
- 6 marca – Jan Miodoński, polski otolaryngolog, wykładowca akademicki (zm. 1963)
- 7 marca:
  - Hans Pollnow, niemiecki psychiatra (zm. 1943)
  - Heinz Rühmann, niemiecki aktor (zm. 1994)
- 8 marca:
  - Arno Arthur Wachmann, niemiecki astronom (zm. 1990)
  - Leon Widermański, polski szachista (zm. 1965)
- 9 marca:
  - Luis Barragán, meksykański architekt (zm. 1988)
  - Plácido Galindo, peruwiański piłkarz (zm. 1988)
  - Will Geer(inne języki), amerykański aktor (zm. 1978)
  - Józef Żmigrodzki, polski działacz socjalistyczny, historyk emigracyjny (zm. 1984)
- 10 marca – Sida Košutić, chorwacka dziennikarka, pisarka, poetka (zm. 1965)
- 11 marca:
  - Norbert Lippóczy, węgierski przedsiębiorca, kolekcjoner, bibliofil (zm. 1996)
  - Joseph Worthington, amerykański kontradmirał (zm. 1986)
- 12 marca:
  - Józef Iwanicki, polski duchowny katolicki, profesor filozofii i logiki (zm. 1995)
  - Helena Teigová, czeska tłumaczka i popularyzatorka literatury polskiej (zm. 1986)
  - Maria Zachwatowicz, polska architekt, konserwator zabytków (zm. 1994)
- 13 marca:
  - Hans Bellmer, niemiecki malarz, rzeźbiarz, grafik (zm. 1975)
  - Marta Robin, francuska tercjarka franciszkańska, mistyczka, stygmatyczka, czcigodna Służebnica Boża (zm. 1981)
  - Muhammad Abd al-Wahhab, egipski piosenkarz, kompozytor, aktor (zm. 1991)
- 14 marca – Henri Barbé, francuski polityk, kolaborant (zm. 1966)
- 15 marca:
  - Frederick Boylstein, amerykański bokser (zm. 1972)
  - Elchanan Cajtlin, polski dziennikarz, poeta pochodzenia żydowskiego (zm. 1941)
  - Harald Hagen, norweski żeglarz, medalista olimpijski (zm. 1972)
  - Carla Porta Musa, włoska eseistka, poetka (zm. 2012)
  - Henri Saint Cyr, szwedzki jeździec sportowy (zm. 1979)
  - Joseph Schacht, niemiecki orientalista (zm. 1969)
- 16 marca:
  - Henry Hansen, duński kolarz szosowy (zm. 1985)
  - Mario Monticelli, włoski szachista (zm. 1995)
  - Fiodor Pietrow, radziecki wojskowy, konstruktor broni artyleryjskiej (zm. 1978)
- 17 marca:
  - Bobby Jones, amerykański golfista (zm. 1971)
  - Paweł Mateusz Puciata, polski historyk (zm. 1980)
  - Józef Szanajca, polski inżynier architekt (zm. 1939)
- 18 marca – Edward Czerkas, polski uczeń, orlę lwowskie (zm. 1918)
- 19 marca:
  - Louisa Ghijs, belgijska aktorka, śpiewaczka operowa (zm. 1985)
  - Manuel Seoane, argentyński piłkarz, trener (zm. 1975)
- 20 marca:
  - Paweł Bielec, polski fotograf (zm. 2002)
  - Stefan Brzeziński, polski związkowiec, polityk, wojewoda poznański, poseł na Sejm Ustawodawczy i na Sejm PRL (zm. 1963)
  - Antoni Piędel, polski żołnierz, więzień łagrów (zm. 2008)
- 21 marca:
  - Wasilij Andrianow, radziecki polityk (zm. 1978)
  - Son House, amerykański muzyk bluesowy (zm. 1988)
- 22 marca:
  - Aleksander Jeljaszewicz, polski major kawalerii pochodzenia tatarskiego (zm. 1978)
  - Augustyn Necel, polski rybak, pisarz kaszubski (alternatywna data urodzenia: 22 lipca 1902, zm. 1976)
- 23 marca:
  - Józef Cebula, polski oblat, męczennik, błogosławiony katolicki (zm. 1941)
  - Zbysław Ciołkosz, polski konstruktor lotniczy (zm. 1960)
  - Mark Gorbaczow, radziecki polityk (zm. 1964)
- 24 marca – Thomas Dewey, amerykański polityk (zm. 1971)
- 25 marca:
  - Marie-Josephine Gaudette, amerykańsko-włoska zakonnica, superstulatka kanadyjskiego pochodzenia (zm. 2017)
  - Joseph Warkany, austriacko-amerykański pediatra, teatrolog, polityk, artysta (zm. 1992)
- 26 marca:
  - Josef Hlouch, czeski duchowny katolicki, biskup czeskobudziejowicki (zm. 1972)
  - Romeo Neri, włoski gimnastyk (zm. 1961)
  - Chajjim Mosze Szapira, izraelski polityk (zm. 1970)
- 27 marca:
  - Letterio Cucinotta, włoski kierowca wyścigowy (zm. 1987)
  - Irena Morsztynkiewiczowa, polska bibliotekarka (zm. 1986)
- 28 marca:
  - Paul Godwin, polsko-niemiecki skrzypek, dyrygent pochodzenia żydowskiego (zm. 1982)
  - Flora Robson, brytyjska aktorka (zm. 1984)
  - Jaromír Vejvoda, czeski kompozytor i muzyk, sławę uzyskał dzięki polce Škoda lásky (zm. 1988)
- 29 marca:
  - Marcel Aymé, francuski pisarz (zm. 1967)
  - Onslow Stevens, amerykański aktor (zm. 1977)
  - William Walton, brytyjski kompozytor (zm. 1983)
- 30 marca:
  - Brooke Astor, amerykańska filantropka (zm. 2007)
  - Jan Doležal, czeski psycholog, wykładowca akademicki (zm. 1965)
- 31 marca:
  - Charles van Baar van Slangenburgh, holenderski piłkarz (zm. 1978)
  - Zbigniew Burzyński, polski pilot i konstruktor balonów, dwukrotny zdobywca pucharu Gordona Bennetta (zm. 1971)
- 1 kwietnia:
  - Józef Mackiewicz, polski prozaik i publicysta (zm. 1985)
  - Maria Poliduri, grecka poetka (zm. 1930)
- 2 kwietnia:
  - Ryszard Piestrzyński, polski dziennikarz, polityk, poseł na Sejm RP (zm. 1962)
  - Jan Tschichold, niemiecki typograf, twórca krojów pisma, nauczyciel, pisarz (zm. 1974)
- 3 kwietnia:
  - Reinhard Gehlen, niemiecki generał (zm. 1979)
  - Otto Winzer, niemiecki działacz komunistyczny, polityk (zm. 1975)
- 4 kwietnia:
  - Wojciech Gintrowski, polski sierżant pilot (zm. 1939)
  - Stanley G. Weinbaum, amerykański pisarz science fiction pochodzenia żydowskiego (zm. 1935)
- 5 kwietnia:
  - Iwan Bieniediktow, radziecki polityk, dyplomata (zm. 1983)
  - Kazimiera Muszałówna, polska dziennikarka i działaczka sportowa (zm. 1980)
- 7 kwietnia:
  - Kustaa Pihlajamäki, fiński zapaśnik (zm. 1944)
  - Antoni Wakulicz, polski matematyk, wykładowca akademicki (zm. 1988)
- 8 kwietnia:
  - Cyril Black, brytyjski polityk (zm. 1991)
  - Andrew Irvine, brytyjski wspinacz (zm. 1924)
  - Josef Krips, austriacki dyrygent (zm. 1974)
  - Rafael Lorente de Nó, hiszpańsko-amerykański neurofizjolog, neuroanatom (zm. 1990)
  - Marian Wierzbiański, polski nauczyciel, dziennikarz, działacz harcerski (zm. 1971)
- 9 kwietnia:
  - David Cecil, brytyjski arystokrata, pisarz, krytyk literacki (zm. 1986)
  - Margaret Michaelis, austriacko-australijska fotograf pochodzenia żydowskiego (zm. 1985)
  - Théodore Monod, francuski naturalista, humanista, podróżnik, odkrywca (zm. 2000)
- 10 kwietnia:
  - Lili Darvas, węgierska aktorka pochodzenia żydowskiego (zm. 1974)
  - Leon Pieczyński, polski major piechoty (zm. 1990)
- 11 kwietnia:
  - Max Abegglen, szwajcarski piłkarz (zm. 1970)
  - Quentin Reynolds, amerykański korespondent wojenny (zm. 1965)
- 12 kwietnia:
  - Joe Abbott, brytyjski żużlowiec (zm. 1950)
  - Krystyna Grzybowska, polska autorka literatury dziecięcej i młodzieżowej (zm. 1963)
  - Rudolf Marcinowski, polski kapitan obserwator (zm. 1938)
- 13 kwietnia – Stanisław Miłostan, polski polityk, poseł na Sejm PRL (zm. 1963)
- 14 kwietnia:
  - Tomotaka Tasaka(inne języki), japoński reżyser filmowy (zm. 1974)
  - Francesco Zucchetti, włoski kolarz torowy (zm. 1980)
- 16 kwietnia:
  - Herbert Johnston, brytyjski lekkoatleta, długodystansowiec (zm. 1967)
  - Andrzej Onyszkiewicz, polski dziennikarz, działacz katolicki i emigracyjny (zm. 1980)
  - Zoltán Soós-Ruszka Hradetzky, węgierski strzelec sportowy (zm. 1992)
- 17 kwietnia:
  - Cy Marshall, amerykański kierowca wyścigowy (zm. 1974)
  - Jaime Torres Bodet, meksykański prozaik, poeta, polityk, dyplomata (zm. 1974)
- 18 kwietnia:
  - Wynn Bullock, amerykański fotograf (zm. 1975)
  - Paul Hähnel, niemiecko-amerykański akwarysta (zm. 1969)
  - Giuseppe Pella, włoski ekonomista, polityk, premier Włoch (zm. 1981)
  - Menachem Mendel Schneerson, rabin chasydzki, filozof, kabalista (zm. 1994)
- 19 kwietnia – Wieniamin Kawierin, rosyjski pisarz (zm. 1989)
- 20 kwietnia:
  - Weselin Stojanow, bułgarski kompozytor (zm. 1969)
  - Zofia Stulgińska, polska dziennikarka, tłumaczka, pisarka (zm. 1984)
- 21 kwietnia:
  - Cyril Gill, brytyjski lekkoatleta, sprinter (zm. 1989)
  - Grzegorz (Grabbe), rosyjski duchowny prawosławny, biskup Waszyngtonu i Florydy (zm. 1995)
- 22 kwietnia:
  - Henri Lafont, francuski gangster, kolaborant (zm. 1944)
  - Stanisław Popławski, radziecki i polski generał armii, wiceminister obrony narodowej, członek KC PZPR, poseł na Sejm Ustawodawczy i na Sejm PRL (zm. 1973)
- 23 kwietnia:
  - Halldór Kiljan Laxness, islandzki pisarz, laureat Nagrody Nobla (zm. 1998)
  - Janusz Libicki, polski prawnik, porucznik kawalerii (zm. 1940)
- 24 kwietnia:
  - Jerzy Czaplicki, polski śpiewak operowy (baryton) (zm. 1992)
  - Zygmunt Pisarski, polski duchowny katolicki, męczennik, błogosławiony (zm. 1943)
  - Hans Struksnæs, norweski żeglarz, medalista olimpijski (zm. 1983)
  - Gustaf Wejnarth, szwedzki lekkoatleta, sprinter (zm. 1990)
- 25 kwietnia:
  - Jo Mihaly, niemiecka tancerka, aktorka, pisarka, działaczka społeczna (zm. 1989)
  - Georges Mollard, francuski żeglarz, medalista olimpijski (zm. 1986)
  - Gwendoline Porter, brytyjska lekkoatletka, sprinterka (zm. 1993)
- 26 kwietnia:
  - Władysław Daniłowski, polski pianista, kompozytor i wokalista (zm. 2000)
  - Ross Taylor, kanadyjski hokeista (zm. 1984)
- 27 kwietnia:
  - Ana Domeyko, chilijska działaczka społeczna (zm. 2007)
  - Józef Korolkiewicz, polski lekkoatleta, sprinter i płotkarz, malarz, śpiewak operowy (baryton) (zm. 1988)
  - Anton Walzer, niemiecka ofiara muru berlińskiego (zm. 1962)
  - Stanisław Żemis, polski nauczyciel, publicysta, organizator pomocy dzieciom, polityk, prezydent Siedlec, naczelny dyrektor Lasów Państwowych (zm. 1978)
- 28 kwietnia:
  - Johan Borgen, norweski pisarz, dziennikarz, satyryk, krytyk literacki (zm. 1979)
  - Janina Loteczkowa, polska sportsmenka okresu międzywojennego (zm. 1966)
- 29 kwietnia:
  - Mieczysław Cybiński, polski fotograf (zm. 1979)
  - Władimir Żdanow, radziecki generał pułkownik (zm. 1964)
- 30 kwietnia:
  - Peregrino Anselmo, urugwajski piłkarz, trener (zm. 1975)
  - Maria Francesca Giannetto, włoska zakonnica, Służebnica Boża (zm. 1930)
  - George Hicks, angielski piłkarz (zm. ?)
  - Theodore Schultz, amerykański ekonomista, wykładowca akademicki, laureat Nagrody Banku Szwecji im. Alfreda Nobla w dziedzinie ekonomii (zm. 1998)
- 1 maja – Henri Hoevenaers, belgijski kolarz szosowy i torowy (zm. 1958)
- 2 maja:
  - Brian Aherne, brytyjski aktor (zm. 1986)
  - Axel Alfredsson, szwedzki piłkarz (zm. 1966)
  - Stanisław Wojciech Garlicki, polski adwokat, działacz socjalistyczny (zm. 1972)
  - Arturo Licata, włoski superstulatek (zm. 2014)
  - Tadeusz Litawiński, polski inżynier budownictwa, kolekcjoner dzieł sztuki (zm. 1986)
  - Ettore Muti, włoski pilot wojskowy, polityk faszystowski (zm. 1943)
  - Iwan Nosienko, radziecki inżynier kontradmirał, polityk (zm. 1956)
  - Kazimierz Zarankiewicz, polski matematyk, wykładowca akademicki (zm. 1959)
  - Kazimierz Zarankiewicz, polski matematyk (zm. 1959)
- 3 maja:
  - Alfred Kastler, francuski fizyk, laureat Nagrody Nobla (zm. 1984)
  - Janusz Strzałecki, polski malarz (zm. 1983)
- 4 maja – Michaił Michajłow, radziecki polityk (zm. 1938)
- 5 maja – Florian Laskowski, polski kapitan pilot (zm. 1939)
- 6 maja:
  - Lothar Beutel, niemiecki funkcjonariusz Sicherheitsdienst, zbrodniarz nazistowski (zm. 1986)
  - Max Ophüls, francusko-niemiecki reżyser filmowy pochodzenia żydowskiego (zm. 1957)
- 7 maja:
  - Jean-Philippe Lauer, francuski egiptolog, archeolog, architekt (zm. 2001)
  - Julian Zawadowski, polski ginekolog-położnik (zm. 1980)
- 8 maja:
  - Wojciech Bewziuk, polski generał dywizji (zm. 1987)
  - André Michel Lwoff, francuski mikrobiolog, wykładowca akademicki pochodzenia żydowskiego, laureat Nagrody Nobla (zm. 1994)
- 9 maja:
  - Eugeniusz Florkowski, polski duchowny katolicki, infułat, teolog (zm. 1989)
  - Boris Mieńszagin, radziecki adwokat, polityk (zm. 1984)
- 10 maja:
  - Antoni Koncman, polski kolejarz, działacz PTTK (zm. 1985)
  - Marie-Joseph Lemieux, kanadyjski duchowny katolicki, biskup Sendai i Gravelbourga, arcybiskup Ottawy, nuncjusz apostolski (zm. 1994)
  - David O. Selznick, amerykański producent filmowy pochodzenia żydowskiego (zm. 1965)
- 11 maja:
  - Jules Victor Daem, belgijski duchowny katolicki, biskup Antwerpii (zm. 1993)
  - Kiriłł Moskalenko, radziecki dowódca wojskowy, marszałek ZSRR (zm. 1985)
  - Kaarlo Sarkia, fiński poeta, tłumacz (zm. 1945)
  - Bidu Sayão, brazylijska śpiewaczka operowa (sopran) (zm. 1999)
- 12 maja:
  - Irena Bączkowska, polska pisarka (zm. 2006)
  - Zofia Gomułkowa, polska działaczka komunistyczna pochodzenia żydowskiego (zm. 1986)
  - Frank Yates, brytyjski matematyk, statystyk (zm. 1994)
- 13 maja:
  - Zofia Kraczkiewiczówna, polska filozof, kierownik komórki łączności SZP – ZWZ – AK (zm. 1943)
  - Aleksandr Kurszew, radziecki polityk (zm. 1974)
  - Geoffrey Mason, amerykański bobsleista (zm. 1987)
  - Maria Szczepańska, polska muzykolog (zm. 1962)
- 14 maja:
  - Lūcija Garūta, łotewska pianistka, kompozytorka, poetka (zm. 1977)
  - Konstantin Umanski, radziecki dyplomata (zm. 1945)
- 15 maja:
  - Feliks Kupniewicz, polski działacz komunistyczny (zm. 1975)
  - Zygmunt Lewoniewski, rosyjski pilot pochodzenia polskiego (zm. 1937)
  - Anny Ondra, czeska aktorka (zm. 1987)
  - Zeng Yongquan, chiński dyplomata, polityk (zm. 1996)
- 16 maja:
  - Guy Bouriat, francuski kierowca wyścigowy (zm. 1933)
  - Jan Kiepura, polski śpiewak operowy (zm. 1966)
- 17 maja:
  - Khuang Aphaiwong, tajski polityk, premier Tajlandii (zm. 1968)
  - Karol Ferster, polski rysownik, grafik, malarz, karykaturzysta (zm. 1986)
  - Juan Píriz, urugwajski piłkarz (zm. 1946)
- 18 maja – Feliks Markowski, polski architekt, wykładowca akademicki (zm. 1985)
- 19 maja:
  - Lubka Kołessa, ukraińska pianistka, pedagog (zm. 1997)
  - Otello Martelli, włoski operator filmowy (zm. 2000)
- 20 maja:
  - Aleksiej Leonow, radziecki marszałek wojsk łączności (zm. 1972)
  - Filip Limański, polski ślusarz, powstaniec śląski (zm. 1921)[1]
  - Jazep Puszcza, białoruski poeta, krytyk, tłumacz, działacz polityczny (zm. 1964)
  - Mieczysław Thugutt, polski działacz ludowy, polityk, minister poczt i telegrafów (zm. 1979)
- 21 maja:
  - Earl Averill, amerykański baseballista (zm. 1983)
  - Marcel Breuer, węgierski architekt, projektant form przemysłowych (zm. 1981)
  - Zdzisław Kawecki, polski rotmistrz, jeździec sportowy (zm. 1940)
  - Adam Stanisław Skąpski, polski chemik-metalurg, wykładowca akademicki (zm. 1968)
- 22 maja:
  - Halina Maria Dąbrowolska, polska pisarka (zm. 1962)
  - Nils Rosén, szwedzki piłkarz (zm. 1951)
- 23 maja – Semen Kozak, radziecki generał porucznik (zm. 1953)
- 25 maja:
  - Charles Barton, amerykański reżyser filmowy (zm. 1981)
  - Władysław Wołkowski, polski architekt wnętrz (zm. 1986)
- 26 maja:
  - Aleksandr Braunstein, rosyjski biochemik pochodzenia żydowskiego (zm. 1986)
  - Nektariusz (Grigorjew), rosyjski biskup prawosławny (zm. 1969)
  - Ottó Hatz, węgierski florecista (zm. 1977)
- 27 maja:
  - Émile Benveniste, francuski lingwista, wykładowca akademicki (zm. 1976)
  - Iwan Katajew, rosyjski pisarz (zm. 1937)
- 28 maja:
  - Lucjan Adwentowicz, polski malarz (zm. 1937)
  - Rick Bockelie, norweski żeglarz, medalista olimpijski (zm. 1966)
  - Stefan Cohn-Vossen, niemiecki matematyk pochodzenia żydowskiego (zm. 1936)
  - Thyge Petersen, duński bokser (zm. 1964)
- 29 maja – Mieczysław Braun, polski adwokat, poeta pochodzenia żydowskiego (zm. 1941/1942)
- 30 maja:
  - Stepin Fetchit, amerykański aktor, komik (zm. 1985)
  - Teodor Gajewski, polski rzeźbiarz (zm. 1948)
- 31 maja:
  - Bolesław Iwaszkiewicz, polski matematyk, działacz socjalistyczny, polityk, poseł na Sejm PRL, przewodniczący prezydium Rady Narodowej miasta Wrocławia (zm. 1983)
  - Viliam Široký, słowacki polityk, premier Czechosłowacji (zm. 1971)
- 1 czerwca:
  - Władysław Bobek, polski językoznawca i literaturoznawca (zm. 1942)
  - Leopold Lindtberg, szwajcarski aktor, reżyser i scenarzysta filmowy (zm. 1984)
- 2 czerwca:
  - Giuseppe Lepori, szwajcarski polityk (zm. 1968)
  - René Lunden, belgijski bobsleista, wojskowy (zm. 1942)
  - Antoni Trzeszczkowski, polski malarz (zm. 1977)
- 3 czerwca – Antoni Parol, polski działacz ruchu robotniczego (zm. 1944)
- 4 czerwca – Richard Allen, indyjski hokeista na trawie (zm. 1969)
- 5 czerwca:
  - Webb Haymaker, amerykański neuropatolog (zm. 1984)
  - Hugo Huppert, austriacki pisarz i działacz komunistyczny (zm. 1982)
- 6 czerwca – Émile Ali-Khan, francuski lekkoatleta, sprinter (zm. ?)
- 7 czerwca:
  - Tomasz Kołakowski, polski duchowny katolicki, pijar, działacz społeczny, polityk, poseł na Sejm Ustawodawczy (zm. 1987)
  - Efraim Seidenbeutel, polski malarz pochodzenia żydowskiego (zm. 1945)
  - Menasze Seidenbeutel, polski malarz pochodzenia żydowskiego (zm. 1945)
- 8 czerwca:
  - Małgorzata Fornalska, polska działaczka komunistyczna (zm. 1944)
  - James Rockefeller, amerykański wioślarz, finansista (zm. 2004)
- 9 czerwca:
  - Skip James, amerykański muzyk i wokalista bluesowy (zm. 1969)
  - Kazimierz Maślankiewicz, polski geolog, mineralog (zm. 1981)
- 10 czerwca:
  - Piotr Gołębiowski, polski duchowny katolicki, biskup sandomierski, Sługa Boży (zm. 1980)
  - Stefan Inglot, polski historyk, działacz ruchu spółdzielczego (zm. 1994)
- 11 czerwca:
  - Marian Friedberg, polski historyk, wykładowca akademicki (zm. 1969)
  - Czesława Szczep-Gaszewska, polska tancerka (zm. 2003)
- 12 czerwca:
  - Hendrik Elias, flamandzki historyk, polityk, kolaborant (zm. 1973)
  - Al Jochim, amerykański gimnastyk (zm. 1980)
  - Wasilij Prochwatiłow, radziecki polityk (zm. 1983)
- 13 czerwca – John Meehan, amerykański scenograf filmowy (zm. 1963)
- 14 czerwca:
  - Nikołaj Ekk, rosyjski aktor, reżyser i scenarzysta filmowy (zm. 1976)
  - Władysław Kniewski, polski działacz komunistyczny, zamachowiec (zm. 1925)
- 15 czerwca:
  - Erik Erikson, amerykański psychoanalityk pochodzenia żydowskiego (zm. 1994)
  - Max Rudolf, niemiecki kompozytor (zm. 1995)
- 16 czerwca:
  - Barbara McClintock, amerykańska genetyk, laureatka Nagrody Nobla (zm. 1992)
  - Giorgio Pessina, włoski florecista (zm. 1977)
  - George Gaylord Simpson, amerykański paleontolog (zm. 1984)
- 18 czerwca:
  - Boris Barnet, radziecki aktor, reżyser i scenarzysta filmowy (zm. 1965)
  - Franciszek Giebartowski, polski piłkarz (zm. 1968)
  - Ada Witowska-Kamińska, polska śpiewaczka operowa (zm. 1983)
  - Jan Wydra, polski malarz, grafik (zm. 1937)
  - Paavo Yrjölä, fiński lekkoatleta (zm. 1980)
- 19 czerwca:
  - Guy Lombardo, kanadyjski skrzypek, kierownik orkiestry rozrywkowej (zm. 1977)
  - Antanas Trimakas, litewski prawnik, dyplomata (zm. 1964)
- 20 czerwca – Juan Evaristo, argentyński piłkarz (zm. 1979)
- 21 czerwca:
  - Eliasz Kanarek, polski malarz (zm. 1969)
  - Carlos Schneeberger, chilijski piłkarz (zm. 1973)
- 22 czerwca – Marguerite De La Motte, amerykańska aktorka (zm. 1950)
- 23 czerwca – Ludwik Cohn, polski adwokat, radca prawny, działacz socjalistyczny pochodzenia żydowskiego (zm. 1981)
- 24 czerwca:
  - Lidia Ciołkoszowa, polska działaczka socjalistyczna, publicystka, historyk (zm. 2002)
  - Ludwik Szabakiewicz, polski piłkarz (zm. 1944)
- 25 czerwca:
  - Chichibu, japoński książę, generał major (zm. 1953)
  - Harry Dahl, szwedzki piłkarz, trener (zm. 1986)
  - Adam Landman, polski filozof, tłumacz dzieł Hegla (zm. 1969)
  - Tichon Mitrochin, radziecki polityk (zm. 1980)
  - Ilya Mark Scheinker, austriacko-amerykański neurolog, neuropatolog (zm. 1954)
- 26 czerwca:
  - Artemi Ajwazjan, ormiański kompozytor, dyrygent (zm. 1975)
  - Hugues Cuénod, szwajcarski śpiewak operowy (tenor) (zm. 2010)
- 27 czerwca:
  - Pietro Genovesi, włoski piłkarz (zm. 1980)
  - Stanisław Wycech, polski żołnierz, kombatant, do 2008 najstarszy żyjący weteran I wojny światowej i Bitwy warszawskiej (zm. 2008)
- 28 czerwca – Richard Rodgers, amerykański kompozytor (zm. 1979)
- 29 czerwca:
  - Piotr Gajewski, polski działacz socjalistyczny i związkowy, polityk, poseł na Sejm PRL (zm. 1975)
  - Toma Petre Ghițulescu, rumuński geolog, geofizyk, polityk (zm. 1983)
  - Piotr Goriemykin, radziecki generał major służby inżynieryjno-artyleryjskiej, polityk (zm. 1976)
- 1 lipca – William Wyler, amerykański reżyser filmowy pochodzenia niemiecko-żydowskiego (zm. 1981)
- 2 lipca – Emanuel Torró García, hiszpański działacz Akcji Katolickiej, męczennik, błogosławiony katolicki (zm. 1936)
- 4 lipca:
  - Meyer Lansky, amerykański gangster pochodzenia polsko-żydowskiego (zm. 1983)
  - George Murphy, amerykański aktor, tancerz, polityk, senator ze stanu Kalifornia (zm. 1992)
  - Abe Saperstein, amerykański trener koszykówki pochodzenia żydowskiego (zm. 1966)
- 5 lipca:
  - Panama Al Brown, panamski bokser (zm. 1951)
  - Henry Cabot Lodge, amerykański polityk, dyplomata, senator ze stanu Massachusetts (zm. 1985)
  - Johan Mastenbroek, holenderski trener piłkarski (zm. 1978)
  - Ion Moța, rumuński działacz i bojówkarz faszystowski (zm. 1937)
  - Ludwik Kazimierz Orthwein, polski przedsiębiorca, armator pochodzenia niemiecko-austriackiego (zm. 1999)
- 6 lipca – Wiktoria Goryńska, polska malarka i graficzka (zm. 1945)
- 8 lipca – Gwendolyn B. Bennett, amerykańska poetka, dziennikarka, malarka (zm. 1981)
- 9 lipca:
  - Gerhart Pohl, niemiecki pisarz, krytyk literacki (zm. 1966)
  - Czesław Sadowski, polski malarz (zm. 1959)
- 10 lipca:
  - Kurt Alder, niemiecki chemik, laureat Nagrody Nobla (zm. 1958)
  - Nicolás Guillén, kubański poeta (zm. 1989)
- 11 lipca:
  - Samuel Goudsmit, holenderski fizyk-teoretyk pochodzenia żydowskiego (zm. 1978)
  - Henryk Piątkowski, polski generał brygady (zm. 1969)
- 12 lipca:
  - Günther Anders, niemiecki filozof, eseista, poeta pochodzenia żydowskiego (zm. 1992)
  - Lucjan Bernacki, polski duchowny katolicki, biskup pomocniczy gnieźnieński (zm. 1975)
  - Takeichi Nishi, japoński arystokrata, jeździec sportowy (zm. 1945)
  - Władysław Stepokura, żołnierz niezłomny w 1944 roku dowódca II batalionu 116 pułku piechoty Armii Krajowej (zm. 1986)
- 13 lipca:
  - Paweł Gałeczka, polski działacz społeczny i związkowy (zm. 1970)
  - Phillips Lord, amerykański aktor, osobowość radiowa, pisarz (zm. 1975)
  - Bronisław Nowotny, polski kapral artylerii konnej (zm. 1953)
- 14 lipca:
  - Samuel Aronson, polski chirurg pochodzenia żydowskiego (zm. ?)
  - Stanisław Horno-Popławski, polski rzeźbiarz, malarz, pedagog (zm. 1997)
  - Czesław Kuryatto, polski artysta malarz (zm. 1951)
  - Seweryn Nowicki, polski reżyser dubbingowy (zm. 1980)
  - Josef Toufar, czeski duchowny katolicki, ofiara prześladowań komunistycznych (zm. 1950)
  - Moderato Wisintainer, brazylijski piłkarz pochodzenia niemieckiego (zm. 1986)
- 15 lipca:
  - Józef Ordyniec, polski nauczyciel, polityk, poseł na Sejm Ustawodawczy (zm. 1950)
  - Jean Rey, belgijski polityk (zm. 1983)
  - Herma Schurinek, austriacka lekkoatletka, sprinterka i skoczkini w dal (zm. ?)
- 16 lipca:
  - Aleksandr Łurija, rosyjski psycholog (zm. 1977)
  - Andrew L. Stone, amerykański reżyser, scenarzysta i producent filmowy (zm. 1999)
- 17 lipca:
  - Aleksei Müürisepp, estoński i radziecki polityk komunistyczny (zm. 1970)
  - Wasilij Sokołow, radziecki generał major (zm. 1958)
  - Christina Stead, australijska pisarka (zm. 1983)
  - Nikołaj Uszakow, radziecki generał major artylerii (zm. 1968)
- 18 lipca:
  - Iosif Bartha, rumuński piłkarz (zm. 1957)
  - Stanisław Jagusz, polski adwokat, publicysta, działacz ludowy, polityk, poseł na Sejm Ustawodawczy (zm. 1990)
  - Czesław Wincenty Majewski, polski kapitan piechoty, żołnierz AK (zm. 1962)
  - Jan Moszyński, polski dziennikarz (zm. 1943)
  - Chill Wills, amerykański aktor (zm. 1978)
- 19 lipca:
  - Tadeusz Kański, polski aktor, reżyser i scenarzysta filmowy, uczestnik powstania warszawskiego (zm. 1950)
  - Chet Miller, amerykański kierowca wyścigowy (zm. 1953)
- 20 lipca – Paul Yoshigorō Taguchi, japoński duchowny katolicki, arcybiskup Osaki, kardynał (zm. 1978)
- 21 lipca:
  - Belcampo, holenderski pisarz (zm. 1990)
  - William Cuthbertson, brytyjski bokser (zm. 1963)
  - Joseph Kesselring, amerykański prozaik, dramaturg pochodzenia niemieckiego (zm. 1967)
  - Margit Manstad, szwedzka aktorka (zm. 1996)
  - Boris Prianisznikow, rosyjski dziennikarz, publicysta, pisarz, kolaborant, działacz emigracyjny (zm. 2002)
  - Georges Wambst, francuski kolarz szosowy i torowy (zm. 1988)
- 22 lipca:
  - Francis Bitter, amerykański fizyk, wynalazca (zm. 1967)
  - Andrés Mazali, urugwajski piłkarz, bramkarz (zm. 1975)
  - Augustyn Necel, polski rybak, pisarz kaszubski (alternatywna data urodzenia: 22 marca 1902, zm. 1976)
- 23 lipca:
  - Arthur Lindo Patterson, brytyjski krystalograf (zm. 1966)
  - Theodore Christian Schneirla, amerykański psycholog zwierzęcy (zm. 1968)
  - Frank Soskice, brytyjski prawnik, polityk (zm. 1979)
- 24 lipca – George Hyde Fallon, amerykański polityk (zm. 1980)
- 25 lipca – Eric Hoffer, amerykański filozof, politolog, pisarz pochodzenia niemieckiego (zm. 1983)
- 26 lipca:
  - Stanisław Gołąb, polski matematyk (zm. 1980)
  - Nikołaj Kowalczuk, radziecki generał porucznik, polityk (zm. 1972)
- 27 lipca:
  - Jarosław Hałan, ukraiński prozaik, dramaturg, publicysta, działacz komunistyczny (zm. 1949)
  - Eberhard Vogdt, estoński żeglarz sportowy (zm. 1964)
- 28 lipca:
  - Alfons Długosz, polski malarz, fotografik, nauczyciel (zm. 1975)
  - Grzegorz Grzeban, polski biochemik, szachista, kompozytor szachowy (zm. 1991)
  - Karl Popper, austriacki filozof, wykładowca akademicki pochodzenia żydowskiego (zm. 1994)
- 30 lipca – Carl Huisken, holenderski żeglarz, olimpijczyk (zm. 1987)
- 31 lipca:
  - David Garfinkiel, polski malarz, fotograf pochodzenia żydowskiego (zm. 1970)
  - Edwin Geist, niemiecko-litewski dziennikarz, kompozytor, dyrygent pochodzenia żydowskiego (zm. 1942)
- 1 sierpnia:
  - Lola Iturbe, hiszpańska rewolucjonistka (zm. 1990)
  - Per Kaufeldt, szwedzki piłkarz, trener (zm. 1956)
  - Pete Latzo, amerykański bokser (zm. 1968)
- 2 sierpnia:
  - Jemieljan Barykin, radziecki pułkownik, dowódca partyzancki, polityk (zm. 1951)
  - Gieorgij Chołostiakow, radziecki wiceadmirał (zm. 1983)
  - Wacław Czarnecki, polski dziennikarz (zm. 1990)
  - Ernest Harper, brytyjski lekkoatleta, długodystansowiec (zm. 1979)
  - Dolf van Kol, holenderski piłkarz, trener (zm. 1989)
- 3 sierpnia:
  - Regina Jonas, pierwsza kobieta-rabin (zm. 1944)
  - Andrzej Krzeptowski II, polski narciarz olimpijczyk, kierownik schronisk tatrzańskich (zm. 1981)
- 4 sierpnia – Hanka Ordonówna, polska aktorka, piosenkarka, tancerka, poetka, autorka tekstów piosenek (zm. 1950)
- 5 sierpnia – Zygmunt Wierski, polski major, dyplomata (zm. 1982)
- 6 sierpnia:
  - Sylvain Arend, belgijski astronom (zm. 1992)
  - Solomon Cutner, brytyjski pianista (zm. 1988)
  - Dutch Schultz, amerykański gangster (zm. 1935)
  - Ignacy Tłoczek, polski architekt, urbanista, historyk architektury krajobrazu (zm. 1982)
- 7 sierpnia:
  - Maurice Henry Dorman, brytyjski dyplomata (zm. 1993)
  - Jerzy Drzewiecki, polski konstruktor lotniczy, pilot doświadczalny (zm. 1990)
  - Ann Harding, amerykańska aktorka (zm. 1981)
  - Douglas Lowe, brytyjski lekkoatleta, średniodystansowiec (zm. 1981)
  - Boris Szpitalny, rosyjski konstruktor broni (zm. 1972)
- 8 sierpnia – Paul Dirac, angielski fizyk, noblista (1933) (zm. 1984)
- 9 sierpnia:
  - François De Coninck, belgijski wioślarz (zm. ?)
  - Zino Francescatti, francuski skrzypek (zm. 1991)
  - Aleksander Labuda, kaszubski felietonista, pisarz, ideolog (zm. 1981)
  - Jan Neuman, polski artysta fotograf (zm. 1941)
  - Pantielejmon Ponomarienko, radziecki generał porucznik, polityk, dyplomata (zm. 1984)
- 10 sierpnia:
  - Norma Shearer, amerykańska aktorka pochodzenia kanadyjskiego (zm. 1983)
  - Arne Tiselius, szwedzki chemik, laureat Nagrody Nobla (zm. 1971)
- 11 sierpnia:
  - Alfredo Binda, włoski kolarz szosowy (zm. 1986)
  - Christian de Castries, francuski generał (zm. 1991)
  - (lub 13 października) Mieczysław Kuchar, polski piłkarz, bramkarz (zm. 1939)
  - Lloyd Nolan, amerykański aktor (zm. 1985)
- 12 sierpnia:
  - James Brooker, amerykański lekkoatleta, tyczkarz (zm. 1973)
  - Bronisław Budkiewicz, polski inżynier, działacz niepodległościowy, społeczny i spółdzielczy (zm. 1944)
  - Antoni Kocjan, polski inżynier, konstruktor lotniczy, współpracownik wywiadu AK (zm. 1944)
- 13 sierpnia:
  - Waldemar Babinicz, polski pisarz, pedagog, publicysta, etnograf, regionalista (zm. 1969)
  - Felix Wankel, niemiecki mechanik, konstruktor (zm. 1988)
- 14 sierpnia – Ferdinand Marian, austriacki aktor (zm. 1946)
- 15 sierpnia:
  - Adolf Hoffmeister, czeski malarz, karykaturzysta, ilustrator, scenograf, prozaik, dramaturg, tłumacz, dziennikarz, historyk i krytyk sztuki, polityk, dyplomata, podróżnik (zm. 1973)
  - Rochus Nastula, polski piłkarz, trener (zm. 1977)
- 16 sierpnia:
  - Gilbert Gérintès, francuski rugbysta, medalista olimpijski (zm. 1968)
  - Stefan Bolesław Poradowski, polski kompozytor (zm. 1967)
- 17 sierpnia – Małgorzata Izabela Czartoryska, polska księżniczka (zm. 1929)
- 18 sierpnia:
  - Stefan Flukowski, polski prozaik, poeta (zm. 1972)
  - Luciana Frassati-Gawrońska, włoska działaczka społeczna, kurierka Rządu RP na uchodźstwie (zm. 2007)
  - Zbigniew Oksza(inne języki), polski aktor (zm. 1988)
  - Adamson-Eric, estoński artysta zajmujący się głównie malarstwem w sztuce użytkowej (zm. 1968)
- 19 sierpnia:
  - Władimir Kirszon, rosyjski prozaik, dramaturg (zm. 1938)
  - Ogden Nash, amerykański poeta (zm. 1971)
- 20 sierpnia:
  - Halina Karpińska-Kintopf, polska artystka plastyk, malarka, projektantka tkanin, pedagog (zm. 1969)
  - Jewstafij Tatanaszwili, radziecki generał major lotnictwa (zm. 1958)
- 21 sierpnia:
  - Edward Drożniak, polski ekonomista, polityk, dyplomata, poseł na Sejm PRL, prezes NBP (zm. 1966)
  - Angeł Karalijczew, bułgarski pisarz (zm. 1972)
  - Leonor Sullivan, amerykańska polityk (zm. 1988)
- 22 sierpnia:
  - José Miró Cardona, kubański polityk, premier Kuby, dyplomata (zm. 1974)
  - Theodor Detmers, niemiecki komandor (zm. 1976)
  - Leni Riefenstahl, niemiecka aktorka i reżyser filmowy (zm. 2003)
- 23 sierpnia:
  - Maurice Mandrillon, francuski biathlonista, narciarz alpejski (zm. 1981)
  - Ida Siekmann, niemiecka ofiara muru berlińskiego (zm. 1961)
- 24 sierpnia:
  - Fernand Braudel, francuski historyk (zm. 1985)
  - Carlo Gambino, amerykański boss mafijny pochodzenia włoskiego (zm. 1976)
  - Ludwik Magańa Servín, meksykański męczennik, błogosławiony katolicki (zm. 1928)
  - Władysław Walentynowicz, polski kompozytor, pianista, pedagog i działacz muzyczny (zm. 1999)
- 25 sierpnia:
  - Richard Pares, brytyjski historyk, wykładowca akademicki (zm. 1958)
  - Stefan Wolpe, amerykański kompozytor, pedagog pochodzenia niemieckiego (zm. 1972)
- 26 sierpnia:
  - Siergiej Bałasanian, ormiański kompozytor, dyrygent, pedagog (zm. 1982)
  - Jan Korolec, polski polityk, publicysta (zm. 1941)
  - Jimmy Rushing, amerykański wokalista bluesowy (zm. 1972)
- 27 sierpnia:
  - Virginie Ambougou, gabońska przywódczyni plemienna, arystokratka i polityczka (zm. 1992)
  - Jurij Janowski, ukraiński prozaik, poeta (zm. 1954)
  - Stanisław Streich, polski duchowny katolicki (zm. 1938)
- 28 sierpnia – Otto Neumann, niemiecki lekkoatleta, sprinter (zm. 1990)
- 29 sierpnia:
  - Smiljan Franjo Čekada, bośniacki duchowny katolicki, arcybiskup metropolita wszechbośniacki (zm. 1976)
  - Adrien Vandelle, francuski biathlonista, kombinator norweski, biegacz narciarski (zm. 1976)
- 30 sierpnia:
  - Józef Maria Bocheński, polski dominikanin, filozof, logik, sowietolog (zm. 1995)
  - Żumabaj Szajachmetow, kazachski i radziecki polityk (zm. 1966)
- 31 sierpnia:
  - Marcin Bukowski, polski architekt, konserwator zabytków (zm. 1987)
  - Adolf Ert, niemiecki działacz nazistowski i antykomunistyczny, pisarz, publicysta (zm. 1975)
  - Józef Sałabun, polski astronom, pierwszy dyrektor Planetarium Śląskiego (zm. 1973)
- 1 września:
  - Dirk Brouwer, amerykański astronom pochodzenia holenderskiego (zm. 1966)
  - Kazimierz Dąbrowski, polski psychiatra, psycholog (zm. 1980)
- 2 września:
  - Theo de Haas, holenderski piłkarz (zm. 1976)
  - Szelomo Perlstein, izraelski polityk (zm. 1979)
  - Janina Schoenbrenner, polska historyk (zm. 1985)
- 5 września:
  - Antoni Brochwicz-Lewiński, polski generał brygady (zm. 1990)
  - Michał Jaworski, polski kompozytor (zm. 1939)
  - Darryl F. Zanuck, amerykański aktor, reżyser, scenarzysta i producent filmowy (zm. 1979)
- 6 września – Sylvanus Olympio, togijski przedsiębiorca, polityk, pierwszy prezydent Togo (zm. 1963)
- 8 września – Marian Bukowski, polski inżynier hydrotechnik (zm. 1939)
- 9 września:
  - Leon Baumgarten, polski historyk ruchu robotniczego, działacz socjalistyczny pochodzenia żydowskiego (zm. 1971)
  - Iwan Czarykow, radziecki polityk (zm. 1965)
  - Octave Terrienne, francuski duchowny katolicki, biskup, wikariusz apostolski Wysp Gilberta (zm. 1994)
- 11 września:
  - Barbecue Bob, amerykański muzyk bluesowy (zm. 1931)
  - Leo Gabriel, austriacki filozof (zm. 1987)
  - Sten Pettersson, szwedzki lekkoatleta, płotkarz i sprinter (zm. 1984)
- 12 września:
  - Juscelino Kubitschek, brazylijski polityk, prezydent Brazylii (zm. 1976)
  - Cecylia Lewandowska, polska tłumaczka, autorka książek przyrodniczych dla dzieci (zm. 1989)
  - Władysław Ludwig, polski prawnik, instruktor harcerski, uczestnik powstania warszawskiego (zm. 1944)
- 13 września:
  - Richard Paul Lohse, szwajcarski malarz, grafik (zm. 1988)
  - Jan Wesołowski, polski fizyk, wykładowca akademicki (zm. 1982)
  - Izydor Zorzano, argentyński inżynier, członek Opus Dei, Sługa Boży (zm. 1943)
- 14 września:
  - Harry Holm, duński gimnastyk (zm. 1987)
  - Nikołaj Kamow, radziecki konstruktor lotniczy (zm. 1973)
- 15 września – Józef Kobosko, polski lekarz, działacz społeczny (zm. 1968)
- 16 września:
  - Germaine Richier, francuska rzeźbiarka (zm. 1959)
  - Veli Saarinen, fiński biegacz narciarski (zm. 1969)
- 17 września:
  - Adam Aston, polski aktor, piosenkarz pochodzenia żydowskiego (zm. 1993)
  - Anna Dydyńska-Paszkowska, polska lekarz pediatra, harcerka (zm. 1997)
  - Hugo Hartung, niemiecki aktor, prozaik, dramaturg (zm. 1972)
  - Esther Ralston, amerykańska aktorka (zm. 1994)
- 18 września:
  - Pawieł Abańkin, radziecki admirał (zm. 1965)
  - Emil Chroboczek, polski agrotechnik, hodowca roślin (zm. 1978)
- 19 września:
  - Mychajło Hreczucha, ukraiński i radziecki polityk (zm. 1976)
  - Michał Strankowski, polski zoolog, pedagog (zm. 1944)
  - James Van Alen, amerykański tenisista (zm. 1991)
- 20 września:
  - Vladimír Clementis, czechosłowacki polityk komunistyczny pochodzenia słowackiego (zm. 1952)
  - Franciszek Kamiński, polski generał dywizji, działacz ruchu ludowego, komendant główny Batalionów Chłopskich (zm. 2000)
  - Adrienne von Speyr, szwajcarska lekarka, mistyczka katolicka, stygmatyczka (zm. 1967)
  - Cesare Zavattini, włoski reżyser i scenarzysta filmowy (zm. 1989)
- 21 września:
  - Marie Čerminová, czeska malarka awangardowa (zm. 1980)
  - Luis Cernuda, hiszpański poeta, krytyk literacki (zm. 1963)
  - Edward Evans-Pritchard, brytyjski antropolog kulturowy (zm. 1973)
  - Ilmari Salminen, fiński lekkoatleta, długodystansowiec (zm. 1986)
  - Tomasz Zan, polski konspirator, żołnierz AK, prawnuk Tomasza Zana „Promienistego” (zm. 1989)
- 22 września:
  - Alfons Flisykowski, polski żołnierz zawodowy, pocztowiec, dowódca obrony gmachu Poczty Polskiej w Gdańsku (zm. 1939)
  - John Houseman, amerykański aktor, scenarzysta i producent filmowy pochodzenia rumuńsko-żydowskiego (zm. 1988)
  - José Humberto Quintero Parra, wenezuelski duchowny katolicki, arcybiskup metropolita Caracas, kardynał (zm. 1984)
  - Eustachy Tarnawski, polski matematyk, wykładowca akademicki (zm. 1992)
- 23 września:
  - Ion Gheorghe Maurer, rumuński prawnik, polityk, przewodniczący Prezydium Wielkiego Zgromadzenia Narodowego i premier Rumunii (zm. 2000)
  - Victor Sartre, francuski jezuita, misjonarz na Madagaskarze, pierwszy arcybiskup antananarywski (zm. 2000)
- 24 września:
  - Władysław Banaszkiewicz, polski lekkoatleta, średniodystansowiec, major piechoty, żołnierz AK, uczestnik powstania warszawskiego (zm. 1944)
  - Ruhollah Chomejni, szyicki przywódca religijny, ajatollah, irański polityk (zm. 1989)
  - Witold Wolibner, polski matematyk, wykładowca akademicki (zm. 1961)
- 25 września:
  - Zofia Jaroszewska, polska aktorka (zm. 1985)
  - Raymond Augustine Kearny, amerykański duchowny katolicki, biskup pomocniczy brookliński (zm. 1956)
  - Seweryn Szer, polski prawnik, wykładowca akademicki (zm. 1968)
  - Mieczysław Tofil, polski artysta ludowy (zm. 1998)
  - Aleksandra Wachniewska, polska malarka (zm. 1989)
- 26 września:
  - James Dillon, irlandzki polityk (zm. 1986)
  - Michał Specjał, polski inżynier górnik, polityk, poseł na Sejm PRL (zm. 1986)
- 27 września – Bolesław Hensel, polski dziennikarz (zm. 1939)
- 29 września:
  - Maksymilian Hohenberg, austriacki arystokrata (zm. 1962)
  - Mikel Koliqi, albański kardynał, kompozytor (zm. 1997)
- 30 września – Paweł Rybicki, polski socjolog, historyk nauki (zm. 1988)
- 1 października:
  - Aniela Chałubińska, polska geolog, geograf (zm. 1998)
  - (lub 1901) Louise Lorraine, amerykańska aktorka (zm. 1981)
  - Leszek Pawłowski, polski zoolog, krajoznawca, działacz PTTK (zm. 1980)
  - Dmitrij Tokariew, radziecki generał major, funkcjonariusz służb specjalnych, polityk (zm. 1993)
- 2 października:
  - Leopold Figl, austriacki polityk, kanclerz Austrii (zm. 1965)
  - Piotr Galpierin, rosyjski psycholog, pedagog (zm. 1988)
  - Toivo Loukola, fiński lekkoatleta, długodystansowiec (zm. 1984)
  - Jerzy Zawieyski, polski pisarz, polityk, członek Rady Państwa, poseł na Sejm PRL (zm. 1969)
- 3 października:
  - Artur da Costa e Silva(inne języki), brazylijski wojskowy, polityk, prezydent Brazylii (zm. 1969)
  - Franciszek Mróz, polski generał brygady, działacz komunistyczny (zm. 1988)
- 4 października:
  - Maksymilian Bartz, polski działacz komunistyczny, polityk, dyplomata (zm. 1976)
  - Siergiej Bielczenko, radziecki generał pułkownik (zm. 2002)
- 5 października:
  - Siergiej Buniaczenko, radziecki pułkownik, kolaborant (zm. 1946)
  - Michał Kondracki, polski kompozytor, publicysta muzyczny, pedagog (zm. 1984)
  - Ray Kroc, amerykański przedsiębiorca pochodzenia czeskiego (zm. 1984)
  - Vaadjuv Nyqvist, norweski żeglarz, medalista olimpijski (zm. 1961)
- 6 października:
  - Ellis Yarnal Berry, amerykański polityk, kongresmen ze stanu Dakota Południowa (zm. 1999)
  - Edward Bulanda, polski jezuita, etnolog, religioznawca (zm. 1992)
  - Harold McMunn, kanadyjski hokeista (zm. 1964)
  - Dionizy Smoleński, polski fizyk, polityk, poseł na Sejm PRL (zm. 1984)
- 7 października:
  - Hanna Chrzanowska, polska pielęgniarka, błogosławiona katolicka (zm. 1973)
  - Arild Dahl, norweski zapaśnik (zm. 1984)
  - Aleksander Kowalski, polski porucznik rezerwy piechoty, hokeista (zm. 1940)
  - Roman Królikowski, polski podpułkownik piechoty, dyplomata (zm. 1973)
  - John Snersrud, norweski specjalista kombinacji norweskiej (zm. 1986)
  - Zaharia Stancu, rumuński pisarz, filozof (zm. 1974)
  - Rajmund Marcin Soriano, hiszpański duchowny katolicki, męczennik, błogosławiony (zm. 1936)
- 8 października – Helena Rzadkowska, polska historyk, wykładowczyni akademicka (zm. 1983)
- 9 października:
  - Jerzy Kreczmar, polski reżyser teatralny, aktor (zm. 1985)
  - Freddie Young, brytyjski operator filmowy (zm. 1998)
- 10 października:
  - Iwan Bolszakow, radziecki polityk (zm. 1980)
  - Sigurd Monssen, norweski wioślarz (zm. 1990)
- 11 października – Masanobu Tsuji, japoński dowódca wojskowy, zbrodniarz wojenny (zm. 1961)
- 12 października:
  - Zdzisław Baczyński, polski kapitan piechoty (zm. 1940)
  - Piotr Kalinin, radziecki generał major (zm. 1966)
  - Adriaan Paulen, holenderski lekkoatleta, sprinter i średniodystansowiec, działacz sportowy (zm. 1985)
  - Peng Zhen, chiński polityk komunistyczny (zm. 1997)
  - Max Suhrbier, niemiecki polityk (zm. 1971)
  - Hiromichi Yahara, japoński pułkownik (zm. 1981)
- 13 października:
  - Edward Bill, polski piłkarz (zm. ok. 1966)
  - Gurli Ewerlund, szwedzka pływaczka (zm. 1985)
  - Shigeyoshi Suzuki, japoński piłkarz, trener (zm. 1971)
- 14 października:
  - Learco Guerra, włoski kolarz szosowy i torowy (zm. 1963)
  - René Hamel, francuski kolarz szosowy (zm. 1992)
  - Hamazasp Harutiunian, radziecki dyplomata (zm. 1971)
  - Adam Lazarowicz, polski major piechoty, uczestnik podziemia antykomunistycznego (zm. 1951)
  - Aleksandr Leontjew, radziecki generał porucznik, funkcjonariusz służb specjalnych (zm. 1960)
  - Gábor P. Szabó, węgierski piłkarz (zm. 1950)
- 15 października:
  - Jadwiga Bobińska, polska inżynier chemik, członkini AK (zm. 1943)
  - Amparo Poch y Gascón, hiszpańska lekarka, pisarka, poetka, anarchistka, pacyfistka (zm. 1968)
  - Andrij Sztoharenko, ukraiński kompozytor, pedagog (zm. 1992)
- 16 października:
  - Francesco De Robertis(inne języki), włoski reżyser filmowy (zm. 1959)
  - Aleksy Sieradzki, polski górnik, polityk, poseł na Sejm Ustawodawczy i Sejm PRL (zm. 1985)
- 17 października:
  - Stanisław Gruszczyński, polski górnik, związkowiec, działacz komunistyczny (zm. 1965)
  - Irene Ryan(inne języki), amerykańska aktorka (zm. 1973)
  - Konstantin Tielnow, radziecki generał lotnictwa, polski generał dywizji (zm. 1957)
- 18 października:
  - René Araou, francuski rugbysta, medalista olimpijski (zm. 1955)
  - Piotr Goworunienko, radziecki generał porucznik (zm. 1963)
  - Miriam Hopkins, amerykańska aktorka (zm. 1972)
  - Henryk Ładosz, polski aktor, recytator (zm. 1979)
  - Helena Markowicz, polska działaczka komunistyczna (zm. 1985)
- 19 października – Giovanni Gozzi, włoski zapaśnik (zm. 1976)
- 20 października:
  - Adam Grünewald, niemiecki funkcjonariusz i zbrodniarz nazistowski (zm. 1945)
  - Felisberto Hernández, urugwajski pisarz, pianista (zm. 1964)
  - Kazimiera Świętochowska, polska harcmistrzyni, działaczka społeczna, polityk, poseł do KRN i na Sejm Ustawodawczy (zm. 1993)
- 21 października:
  - Jan Reyman, polski piłkarz, trener (zm. 1984)
  - Juan José Tramutola, argentyński trener piłkarski (zm. 1968)
- 22 października:
  - Wijeyananda Dahanayake, cejloński polityk, premier Cejlonu (zm. 1997)
  - Helena Płotnicka, polska konspiratorka przyobozowa w Auschwitz-Birkenau (zm. 1944)
- 23 października – Karol Świtalski, polski duchowny luterański, kapelan WP (zm. 1993)
- 24 października – Wacław Olszak, polski inżynier budowlany (zm. 1980)
- 25 października:
  - Carlo Gnocchi, włoski duchowny katolicki, błogosławiony (zm. 1956)
  - Eddie Lang, amerykański gitarzysta jazzowy pochodzenia włoskiego (zm. 1933)
  - Václav Vydra, czeski aktor, reżyser teatralny (zm. 1979)
- 26 października:
  - Henryk Kłoczkowski, polski komandor podporucznik (zm. 1962)
  - Karol Pękala, polski duchowny katolicki, biskup pomocniczy tarnowski (zm. 1968)
  - Jack Sharkey, amerykański bokser pochodzenia litewskiego (zm. 1994)
- 27 października:
  - Léon Charlier, belgijski zapaśnik (zm. ?)
  - Władysław Chruścicki, radziecki pułkownik pochodzenia polskiego (zm. 1944)
  - Jan Rychel, polski polityk, poseł na Sejm PRL (zm. 1974)
- 28 października:
  - Walter Kock, niemiecki zbrodniarz wojenny (zm. 1949)
  - Elsa Lanchester, brytyjska aktorka (zm. 1986)
- 30 października:
  - Maria Izquierdo, meksykańska malarka (zm. 1955)
  - Andriej Muchin, radziecki generał major, funkcjonariusz służb specjalnych (zm. 1970)
- 31 października:
  - Carlos Drummond de Andrade, brazylijski pisarz, krytyk literacki (zm. 1987)
  - Walenty Obraniak, polski działacz komunistyczny (zm. 1943)
  - Wilbur Shaw, amerykański kierowca wyścigowy (zm. 1954)
  - Abraham Wald, amerykański statystyk i matematyk (zm. 1950)
- 1 listopada:
  - Nordahl Grieg, norweski pisarz, komunista (zm. 1943)
  - Eugen Jochum, niemiecki dyrygent (zm. 1987)
- 2 listopada:
  - Gyula Illyés, węgierski pisarz (zm. 1983)
  - Santos Iriarte, urugwajski piłkarz (zm. 1968)
- 3 listopada – Alfred Jaroszewicz, polski podporucznik rezerwy piechoty, polityk (zm. 1981)
- 4 listopada:
  - Irena Horecka, polska aktorka (zm. 1978)
  - Leonard Sempoliński, polski fotograf, malarz (zm. 1988)
- 5 listopada – Antoni Sidorowicz, polski optyk, wykładowca akademicki (zm. 1972)
- 6 listopada:
  - Wiktor Kemula, polski chemik, wykładowca akademicki (zm. 1985)
  - Izrael Lejzerowicz, polski malarz, poeta pochodzenia żydowskiego (zm. 1944)
- 7 listopada – Zdzisław Przebindowski, polski malarz, pedagog (zm. 1986)
- 8 listopada:
  - Andriej Kursanow, rosyjski fizjolog, biochemik (zm. 1999)
  - Hans Schönrath, niemiecki bokser (zm. 1945)
  - A.J.M. Smith, kanadyjski poeta (zm. 1980)
- 9 listopada:
  - Anthony Asquith, brytyjski reżyser filmowy (zm. 1968)
  - Mitrofan Niedielin, radziecki dowódca wojskowy, główny marszałek artylerii (zm. 1960)
  - Jan Alfred Szczepański, polski literat, publicysta, taternik i alpinista (zm. 1991)
- 10 listopada:
  - Erast Garin, rosyjski aktor, reżyser i scenarzysta filmowy (zm. 1980)
  - Salomon Jaszuński, polski językoznawca, publicysta, działacz komunistyczny pochodzenia żydowskiego (zm. 1938)
  - Záviš Kalandra, czeski historyk i teoretyk literatury, publicysta (zm. 1950)
  - Stefan Listowski, polski architekt (zm. 1987)
  - Antonio María Valencia, kolumbijski pianista, kompozytor, pedagog (zm. 1952)
  - Nordahl Wallem, norweski żeglarz, medalista olimpijski (zm. 1972)
- 11 listopada – Teófilo Yldefonso, filipiński pływak (zm. 1942)
- 12 listopada:
  - Jan Marcin Szancer, polski grafik, scenograf, malarz, rysownik (zm. 1973)
  - Rudolf Viertl, austriacki piłkarz (zm. 1981)
- 14 listopada:
  - Carlo Buti, włoski piosenkarz (zm. 1963)
  - Hans Dittmar, fiński żeglarz, medalista olimpijski (zm. 1967)
  - Stanisław Grzywiński, polski polityk, poseł na Sejm PRL (zm. 1987)
  - Pua Kealoha, amerykański pływak pochodzenia hawajskiego (zm. 1989)
- 15 listopada – Klemens Biniakowski, polski lekkoatleta, sprinter (zm. 1985)
- 16 listopada:
  - Paul Bontemps, francuski lekkoatleta, długodystansowiec (zm. 1981)
  - Aleksandra Gawrych, polska Sprawiedliwa wśród Narodów Świata (zm. 1994)
  - Stefan Grzybowski, polski prawnik (zm. 2003)
  - Wilhelm Stuckart, niemiecki polityk, sekretarz stanu III Rzeszy, nadburmistrz Szczecina (zm. 1953)
- 17 listopada – Eugene Wigner, węgierski fizyk, laureat Nagrody Nobla (zm. 1995)
- 18 listopada:
  - Konstantin Kazakow, radziecki marszałek artylerii (zm. 1989)
  - Michaś Maszara, białoruski poeta, dziennikarz (zm. 1976)
  - Robin Vane-Tempest-Stewart, brytyjski arystokrata, działacz piłkarski (zm. 1955)
- 20 listopada:
  - Gianpiero Combi, włoski piłkarz, bramkarz (zm. 1956)
  - Erik Eriksen, duński polityk, premier Danii (zm. 1972)
- 21 listopada:
  - Ferenc Hirzer, węgierski piłkarz, trener (zm. 1957)
  - Helena Kazimierczak-Połońska, polska i rosyjska astronom (zm. 1992)
  - Michaił Susłow, radziecki polityk, działacz i ideolog komunistyczny (zm. 1982)
  - Isaac Bashevis Singer, amerykański pisarz pochodzenia polsko-żydowskiego, laureat Nagrody Nobla (zm. 1991)
- 22 listopada:
  - Joe Adonis, amerykański gangster pochodzenia włoskiego (zm. 1971)
  - Rudolf Edinger, austriacki sztangista (zm. 1997)
  - Emanuel Feuermann, austriacki wiolonczelista pochodzenia żydowskiego (zm. 1942)
  - Philippe Marie Leclerc, marszałek Francji (zm. 1947)
  - André Patry, francuski astronom (zm. 1960)
- 23 listopada – Jerzy Bukowski, polski mechanik, konstruktor, wykładowca akademicki (zm. 1982)
- 24 listopada:
  - Mikołaj Orechwa, polski pułkownik MBP pochodzenia białoruskiego (zm. 1990)
  - Leon Płoszay, polski malarz, grafik, pedagog (zm. 1993)
- 25 listopada:
  - Julia Brystiger, ps. Krwawa Luna, dr filozofii, członek PPR i PZPR, funkcjonariuszka aparatu bezpieczeństwa (zm. 1975)
  - Marian Minor, polski polityk, prezydent Łodzi (zm. 1973)
  - Izydor Redler, polski piłkarz (zm. 1981)
- 26 listopada:
  - Stanisław Flis, polski lekarz, historyk medycyny, regionalista (zm. 1976)
  - William Kanerva, fiński piłkarz (zm. 1956)
  - Luo Ronghuan, chiński dowódca wojskowy (zm. 1963)
  - Zygmunt Szparkowski, polski inżynier, automatyk, informatyk (zm. 1988)
- 27 listopada:
  - Simcha Baba, izraelski polityk (zm. 1973)
  - Ethel Farrell, australijska superstulatka (zm. 2015)
- 28 listopada – Andrzej Stańczyk, polski podpułkownik piechoty (zm. 1973)
- 29 listopada:
  - Carlo Levi, włoski pisarz, malarz pochodzenia żydowskiego (zm. 1975)
  - Tommy Loughran, amerykański bokser (zm. 1982)
  - Antonio Maquilón, peruwiański piłkarz (zm. 1984)
  - Georges Poulet, belgijski historyk i krytyk literatury (zm. 1991)
- 30 listopada:
  - Maria Bellonci, włoska pisarka, dziennikarka (zm. 1986)
  - Andrzej Racięski, polski major piechoty (zm. 1983)
- 1 grudnia – Olimpia Swianiewiczowa, polska nauczycielka, folklorystka (zm. 1974)
- 2 grudnia:
  - Eli’ezer Liwna, izraelski polityk (zm. 1975)
  - Władysław Ścibor-Bogusławski, polski żołnierz AK, uczestnik powstania warszawskiego (zm. 1945)
- 3 grudnia – Mitsuo Fuchida, japoński komandor (zm. 1976)
- 4 grudnia:
  - Viktor Kalisch, austriacki kajakarz (zm. 1976)
  - Józef Powroźniak, polski pedagog i publicysta muzyczny (zm. 1989)
- 5 grudnia – Strom Thurmond, amerykański polityk, senator ze stanu Karolina Południowa (zm. 2003)
- 6 grudnia:
  - Paweł Dubiel, polski działacz narodowy, prezydent Zabrza (zm. 1980)
  - Saverio Ragno, włoski szermierz (zm. 1969)
  - Juliusz Weber, polski skrzypek, pedagog (zm. 1980)
- 7 grudnia – Franciszek Piaścik, polski architekt (zm. 2001)
- 8 grudnia:
  - Zofia Chomętowska, polska fotografka (zm. 1991)
  - Oswald Jacoby, amerykański brydżysta, autor książek o grach (zm. 1984)
  - Wifredo Lam, kubański malarz (zm. 1982)
- 9 grudnia:
  - Rab Butler, brytyjski polityk (zm. 1982)
  - Henry Homburger, amerykański bobsleista (zm. 1950)
  - Ángel Rosenblat, polski filolog, hispanista pochodzenia żydowskiego (zm. 1984)
- 10 grudnia:
  - Michaił Ałpatow, rosyjski historyk sztuki, wykładowca akademicki (zm. 1986)
  - Lipman Halpern, izraelski neurolog, neuropatolog, psychiatra, działacz syjonistyczny (zm. 1968)
  - Wiktoria Hetmańska, polska działaczka społeczna, polityk, poseł na Sejm PRL (zm. 1985)
  - Leizers Kopelovičs, łotewski psychiatra, psychoterapeuta, publicysta (zm. 1941)
  - Vito Marcantonio, amerykański polityk pochodzenia włoskiego (zm. 1954)
  - Václav Trégl, czeski aktor (zm. 1979)
- 11 grudnia:
  - Werner Hartmann, niemiecki komandor (zm. 1964)
  - Wiktor Łukomski, polski laryngolog (zm. 1957)
- 12 grudnia:
  - Adam Dziurzyński, polski sierżant, pilot i instruktor szybowcowy (zm. 1991)
  - Zygmunt Koźmiński, polski hydrobiolog, zoolog, porucznik rezerwy (zm. 1939)
- 13 grudnia – Talcott Parsons, amerykański socjolog (zm. 1979)
- 14 grudnia:
  - Frances Bavier, amerykańska aktorka (zm. 1989)
  - Laurent Grimmonprez, belgijski piłkarz (zm. 1984)
  - Stanisław Jodłowski, polski językoznawca, polonista, polityk, poseł na Sejm PRL (zm. 1979)
  - Jadwiga Ptach, kaszubska hafciarka (zm. 1968)
- 15 grudnia:
  - Bronisław Chajęcki, polski kapitan, żołnierz AK, pedagog (zm. 1953)
  - Fritz Machlup, austriacki ekonomista pochodzenia żydowskiego (zm. 1983)
- 16 grudnia:
  - Rafael Alberti, hiszpański poeta i dramatopisarz (zm. 1999)
  - Daniił Kazakiewicz, radziecki generał-lejtnant, Bohater Związku Radzieckiego (1945) (zm. 1988)
  - Wiaczesław Małyszew, radziecki polityk (zm. 1957)
  - Carl Ringvold, norweski żeglarz sportowy (zm. 1961)
  - Ryu Gwansun, koreańska działaczka niepodległościowa (zm. 1920)
- 17 grudnia – Jan Gałuszka, polski zapaśnik, trener (zm. 1981)
- 18 grudnia:
  - Iosif Juzowski, rosyjski krytyk teatralny i literacki, tłumacz (zm. 1964)
  - David Zogg, szwajcarski narciarz alpejski (zm. 1977)
- 19 grudnia:
  - Halina Dudicz-Latoszewska, polska śpiewaczka operowa (sopran) (zm. 1994)
  - Ralph Richardson, brytyjski aktor (zm. 1983)
- 20 grudnia:
  - Jerzy, książę Kentu (zm. 1942)
  - Jerzy Nel, polski autor tekstów piosenek, scenarzysta, żołnierz AK, uczestnik powstania warszawskiego (zm. 1956)
  - Pawieł Polakow, kozacki emigracyjny poeta, prozaik, publicysta (zm. 1991)
- 21 grudnia:
  - Tomislav Sertić, chorwacki generał, członek ruchu ustaszy (zm. 1945)
  - Ulrich Wilhelm Graf Schwerin von Schwanenfeld, niemiecki ziemianin, wojskowy, działacz antynazistowski (zm. 1944)
- 22 grudnia – Paul Marie Ro Kinam, koreański duchowny katolicki, wikariusz apostolski i arcybiskup seulski (zm. 1984)
- 23 grudnia – Choudhary Charan Singh, indyjski polityk, premier Indii (zm. 1987)
- 24 grudnia:
  - Walter Dietrich, szwajcarski piłkarz, trener (zm. 1979)
  - Vincenz Nohel, austriacki nazista, zbrodniarz wojenny (zm. 1947)
  - Mark Spiwak, radziecki polityk (zm. ?)
- 25 grudnia:
  - Aleksandr Czikałow, radziecki działacz komunistyczny, wojskowy, kolaborant (zm. ?)
  - Georg Dertinger, wschodnioniemiecki dziennikarz, polityk (zm. 1968)
  - Barton MacLane, amerykański aktor (zm. 1969)
- 26 grudnia – Artiemij Arcychowski, rosyjski archeolog, historyk (zm. 1978)
- 28 grudnia:
  - Eric Pinniger, indyjski hokeista na trawie (zm. 1996)
  - Hans Pulver, szwajcarski piłkarz, bramkarz, trener (zm. 1977)
  - Shen Congwen, chiński pisarz (zm. 1988)
  - Tomasz Stankiewicz, polski kolarz torowy (zm. 1940)
- 29 grudnia:
  - Julian Alfred, hiszpański lasalianin, męczennik, święty katolicki (zm. 1934)
  - Inge Jaeger-Uhthoff, niemiecka rzeźbiarka (zm. 1995)
  - Henryk Wars, polski kompozytor, pianista, dyrygent pochodzenia żydowskiego (zm. 1977)
- 31 grudnia:
  - Michaił Dudko, rosyjski baletmistrz (zm. 1984)
  - Léon Galvaing, francuski kolarz torowy i szosowy (zm. 1963)

- data dzienna nieznana: 
  - Wiktor Duniewicz, polski inżynier mechanik, konstruktor, wykładowca akademicki (zm. 1954)
  - Izmael Escrihuela Esteve, hiszpański męczennik, błogosławiony katolicki (zm. 1936)
  - Alexander Škarvan, słowacki taternik, działacz taternicki i fotograf górski (zm. 1956)
  - Andrzej Skupień Florek, historyk-amator, gawędziarz i poeta z Podhala (zm. 1973)
  - George Kingsley Zipf, amerykański lingwista i filolog (zm. 1950)

## Zmarli
- 7 stycznia – Jan Gotlib Bloch, polski bankier i przedsiębiorca przemysłowy, „król kolei żelaznych” XIX w. (ur. 1836)
- 13 lutego – Włodzimierz Zagórski polski poeta i prozaik (ur. 1834)
- 21 lutego – Emil Holub, czeski przyrodnik, kolekcjoner i podróżnik (ur. 1847)
- 26 marca – Cecil Rhodes, brytyjski polityk kolonialny (ur. 1853)
- 7 maja – Augustyn Roscelli, włoski ksiądz, święty katolicki (ur. 1818)
- 17 maja – Filip Robota, polski nauczyciel, działacz oświatowy i społeczno-narodowy na Śląsku (ur. 1841)
- 3 czerwca – Adolf Dygasiński, polski pisarz (ur. 1839)
- 16 czerwca – Ernst Schröder, matematyk niemiecki (ur. 1841)
- 17 czerwca – Karol Ernest Henryk Wedel, niemiecki cukiernik, założyciel firmy E.Wedel (ur. 1813)
- 19 czerwca – John Acton, lord; angielski historyk (ur. 1834)
- 6 lipca – Maria Goretti, włoska męczennica, święta katolicka (ur. 1890)
- 22 lipca – Mieczysław Ledóchowski, kardynał, prymas Polski (ur. 1822)
- 23 sierpnia:
  - Henryk Siemiradzki, polski malarz (ur. 1843)
  - Sokrat Starynkiewicz, prezydent Warszawy (ur. 1820)
- 23 września – Franciszek Salezy Lewental, polski (pochodzenia żydowskiego) księgarz, wydawca (ur. 1841)
- 29 września – Émile Zola, pisarz francuski, przedstawiciel nurtu naturalizmu (ur. 1840)
- 17 października – Guntard Ferrini, włoski prawnik, tercjarz franciszkański, błogosławiony katolicki (ur. 1859)
- 18 listopada – Grimoaldo, włoski pasjonista, błogosławiony katolicki (ur. 1883)
- 21 listopada – Franciszka Siedliska, polska zakonnica, założycielka nazaretanek, błogosławiona katolicka (ur. 1842)
- 26 listopada – Antoni Baranowski (lit. Antanas Baranauskas), polski i litewski poeta, biskup rzymskokatolicki (ur. 1835)
- 17 grudnia – Matylda od Najświętszego Serca Jezusa, hiszpańska zakonnica, błogosławiona katolicka (ur. 1841)

## Zdarzenia astronomiczne
- W tym roku Słońce osiągnęło lokalne maksimum aktywności.

## Nagrody Nobla
- z fizyki – Hendrik Antoon Lorentz, Pieter Zeeman
- z chemii – Hermann Emil Fischer
- z medycyny – Ronald Ross
- z literatury – Christian Matthias Theodor Mommsen
- nagroda pokojowa – Élie Ducommun, Charles Gobat

## Święta ruchome
- Tłusty czwartek: 6 lutego
- Ostatki: 11 lutego
- Popielec: 12 lutego
- Niedziela Palmowa: 23 marca
- Wielki Czwartek: 27 marca
- Wielki Piątek: 28 marca
- Wielka Sobota: 29 marca
- Wielkanoc: 30 marca
- Poniedziałek Wielkanocny: 31 marca
- Pamiątka śmierci Jezusa Chrystusa: 20 kwietnia
- Wniebowstąpienie Pańskie: 8 maja
- Zesłanie Ducha Świętego: 18 maja
- Boże Ciało: 29 maja